# Sichuan
Sichuan (en chino tradicional y simplificado, 四川; pinyin, Sìchuānⓘ; en sichuanés, Si⁴cuan¹) es una provincia del suroeste de China que ocupa la mayor parte de la cuenca de Sichuan y la parte más oriental de la meseta tibetana, entre el río Jinsha al oeste, los montes Daba al norte y la meseta de Yungui al sur. No tiene salida al mar. La capital de Sichuan es Chengdu. La población de la provincia es de 83 millones de habitantes. Limita con Qinghai al noroeste, Gansu al norte, Shaanxi al noreste, Chongqing al este, Guizhou al sureste, Yunnan al sur y la Región Autónoma del Tíbet al oeste.
En la antigüedad, Sichuan albergaba los antiguos estados de Ba y Shu. Su conquista por parte de Qin la fortaleció y preparó el camino para la unificación de China por parte de Qin Shi Huang bajo la dinastía Qin. Durante la época de los Tres Reinos, la Shu de Liu Bei tenía su sede en Sichuan. La zona fue devastada en el siglo XVII por la rebelión de Zhang Xianzhong y la posterior conquista manchú, pero se recuperó para convertirse en una de las zonas más productivas de China en el siglo XIX. Durante la Segunda Guerra Mundial, Chongqing fue la capital temporal de la República de China, lo que la convirtió en el foco de los bombardeos japoneses. Fue una de las últimas zonas del continente capturadas por el Ejército Popular de Liberación durante la guerra civil china y fue dividida en cuatro partes de 1949 a 1952, con Chongqing restaurada dos años después. En 1950, la provincia de Xikang se disolvió y su territorio se dividió posteriormente entre la recién creada Región Autónoma del Tíbet y la provincia de Sichuan. La parte occidental y noroccidental de Sichuan está formada por zonas autónomas tibetanas y qiang. Sufrió gravemente durante la Gran Hambruna China de 1959-61, pero siguió siendo la provincia más poblada de China hasta que el municipio de Chongqing volvió a separarse de ella en 1997.
Los chinos Han de Sichuan hablan una forma única de mandarín, que tomó forma durante la repoblación de la zona bajo los Ming. Esta familia de dialectos la hablan actualmente unos 120 millones de personas, lo que la convertiría en la décima lengua más hablada del mundo si se contara por separado. El clima cálido y húmedo de la zona hizo que durante mucho tiempo la medicina china abogara por los platos picantes; la pimienta autóctona de Sichuan ayudó a formar la cocina moderna de Sichuan, cuyos platos -como el pollo Kung Pao y el tofu mapo- se han convertido en platos básicos de la cocina china en todo el mundo.

## Toponimia
Se cree popularmente que Sichuan significa «cuatro ríos» (en chino, 四川; pinyin, Sìchuān; Wade-Giles, Ssŭ4-ch῾uan1; transcripción antigua, Se-chuan, Szechuan o Szechwan; romanización sichuanesa, Sï4-chʻuan1; en tibetano: སི་ཁྲོན་, wylie: Si khron, THL: Sitrön; en nuosu, ꌧꍧ, romanizado: syp chuo) esto generalmente se toma para significar cuatro de los principales ríos de la provincia: el Jialing, el Jinsha (o Wu), el Min y el Tuo.
Según el geógrafo e historiador chino Tan Qixiang (谭其骧), "cuatro ríos" es una interpretación errónea del nombre.  El nombre de la provincia sería una contracción de las frases "Cuatro circuitos de llanura" (四川路; Sìchuānlù) y "Circuitos de Chuanxia" (川峽四路; chuānxiásìlù), en referencia a la división del circuito administrativo imperial existente en el área durante la dinastía Song del Norte, que eran Yizhou, Lizhou, Zizhou y Kuizhou. La palabra chuan (川) aquí significa "llanura", no su significado típico de "río" como se asume popularmente.
Antiguamente fue denominada «China Occidental» por las misiones protestantes.

## Historia

### Prehistoria
El territorio de Sichuan se encontraba fuera de la sinoesfera en la época de las primeras civilizaciones chinas, es decir, la dinastía Xia, (1989 a. C. – 1558 a. C.), y la dinastía Shang, (1556 a. C. – 1046 a. C.). La cuenca de Sichuan y las zonas adyacentes de la cuenca del Yangtsé fueron cuna de civilizaciones indígenas que se remontan al menos al siglo XV a. C., coincidiendo con los Shang del norte de China. La región tenía sus propias creencias religiosas y su propia visión del mundo. La cultura más antigua encontrada en la región a través de la investigación arqueológica es la cultura Baodun (c. 2700-1750 a. C.) excavada en la llanura de Chengdu.
Hay algunas alusiones míticas a héroes culturales, hilos tenuemente entrelazados que supuestamente conectan Sichuan con la zona del río Amarillo (i.e., centro de la cultura china), pero las referencias verdaderamente históricas son escasas antes de la anexión de Sichuan por el estado Qin en 316 a. C., y antes de esa fecha los anales chinos tratan a Sichuan como algo completamente extranjero, contradiciendo el mito.

### Reinos Ba y Shu

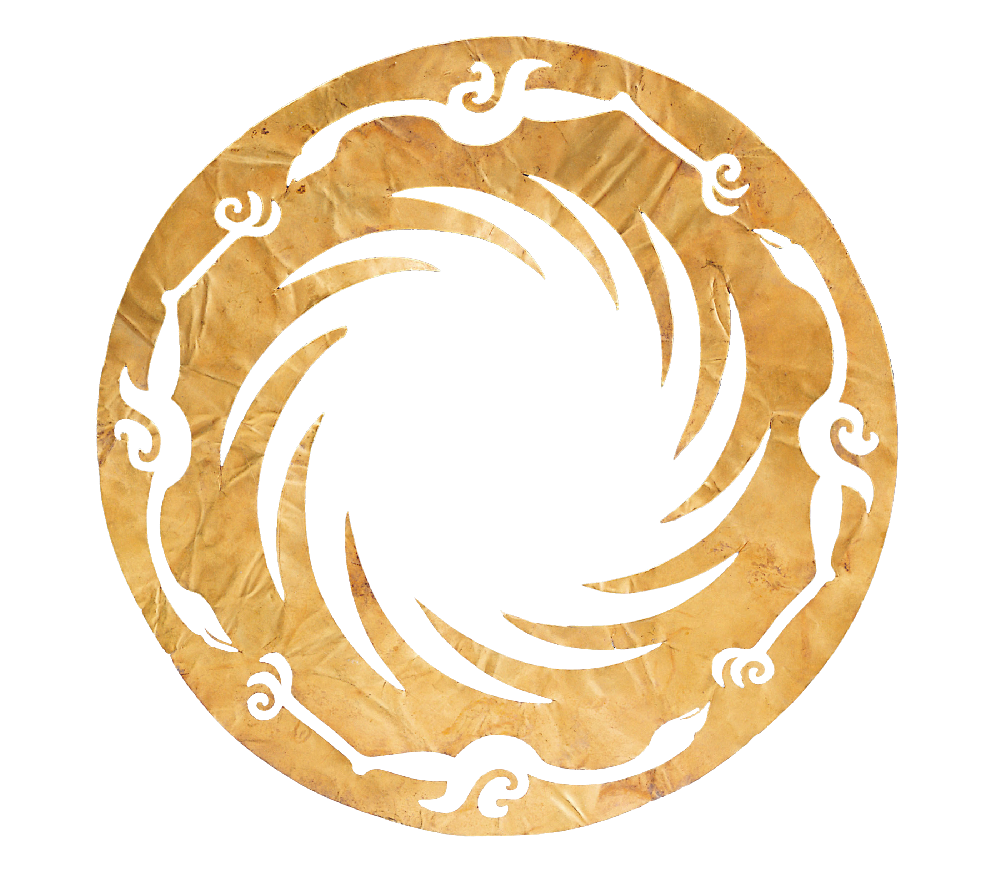
El «pájaro dorado del sol», se cree que es el tótem del antiguo pueblo del reino Shu.

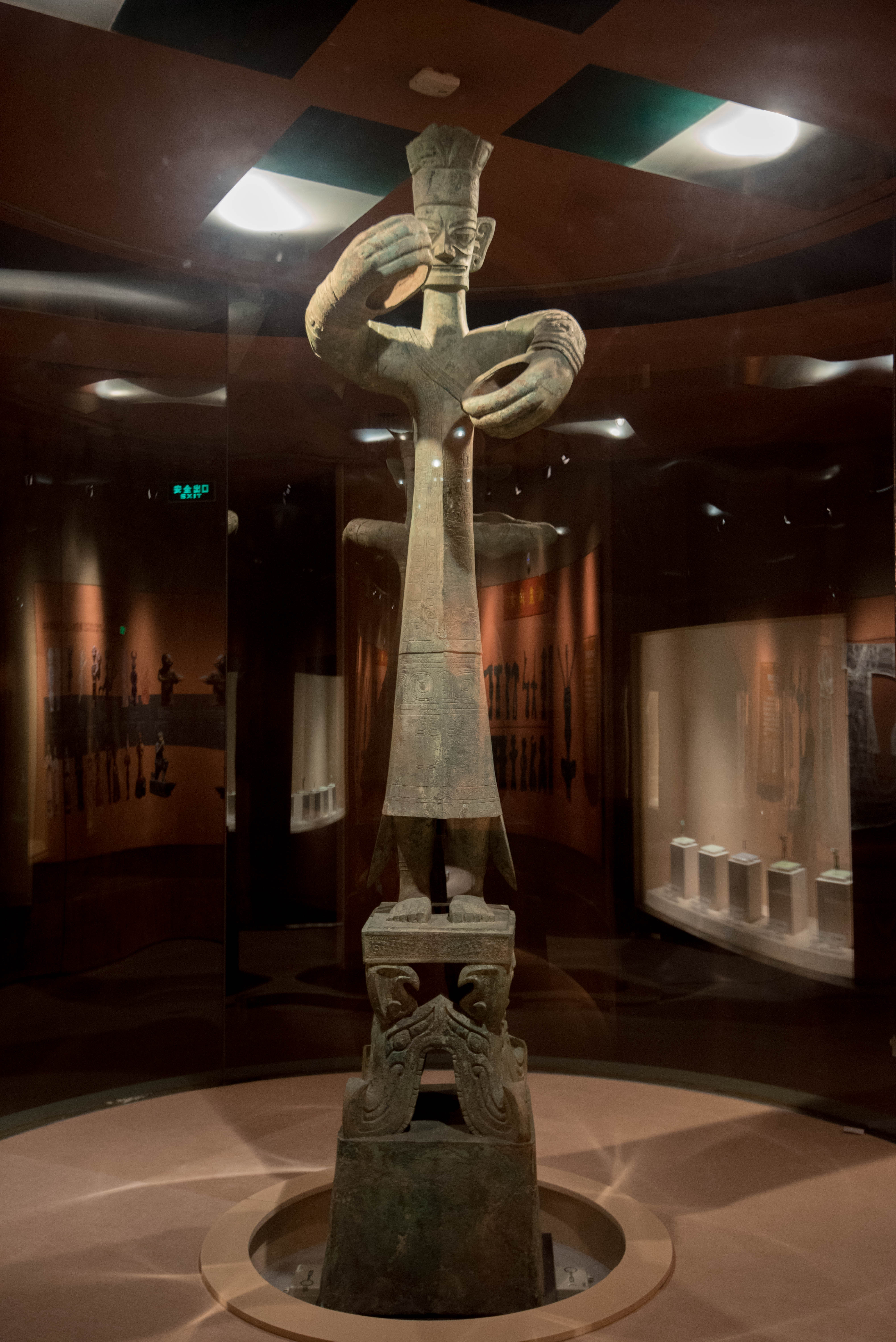
Figura de bronce de Sanxingdui representando a un sumo sacerdote, que data del reino Shu.

Los reinos nativos más importantes eran los del Estado Ba y Reino Shu. Su lengua era el chino Ba-Shu.
El Estado Ba se extendía en Sichuan desde el valle de Han en Shaanxi y Hubei, bajando por el río Jialing hasta su confluencia con el Yangtze en Chongqing.
El Reino Shu ocupaba el valle del Min, incluyendo Chengdu y otras zonas del oeste de Sichuan. La existencia del primitivo estado de Shu está poco documentada en los principales registros históricos de China. Sin embargo, el Libro de los Documentos lo menciona como aliado de los Zhou. Los relatos sobre Shu existen principalmente como una mezcla de historias mitológicas y leyendas históricas registradas en anales locales como las Crónicas de Huayang compiladas en la dinastía Jin (266-420), y la compilación de la dinastía Han, Crónica de los reyes de Shu (蜀王本紀). En ellas se contaban historias populares como la del emperador Duyu (杜宇), que enseñó a la gente la agricultura y se transformó en un cuco tras su muerte.
La existencia de una civilización muy desarrollada con una industria del bronce independiente en Sichuan acabó saliendo a la luz con un descubrimiento arqueológico en 1986 en un pequeño pueblo llamado Sanxingdui en Guanghan, Sichuan. Este yacimiento, que se cree que es una antigua ciudad de Shu, fue descubierto inicialmente por un agricultor local en 1929 que encontró artefactos de jade y piedra. Las excavaciones de los arqueólogos en la zona dieron pocos hallazgos significativos hasta 1986, cuando se encontraron dos grandes fosas de sacrificio con espectaculares objetos de bronce, así como artefactos de jade, oro, loza y piedra. Este y otros descubrimientos en Sichuan refutan la historiografía convencional según la cual la cultura y la tecnología locales de Sichuan estaban poco desarrolladas en comparación con el valle del río Amarillo, tecnológica y culturalmente "avanzado", del centro-norte de China.

### Dinastía Qin
Los gobernantes del estado expansionista de Qin, con sede en las actuales Gansu y Shaanxi, fueron los primeros estrategas que se dieron cuenta de que la importancia militar de la zona coincidía con su importancia comercial y agrícola. La cuenca de Sichuan está rodeada por las montañas Hengduan al oeste, las montañas Qin al norte y la meseta de Yungui al sur. Dado que el Yangtsé fluye a través de la cuenca y luego a través de las peligrosas Tres Gargantas hacia el este y el sur de China, Sichuan era una zona de descanso para las fuerzas militares anfibias y un refugio para los refugiados políticos.
Los ejércitos de Qin terminaron de conquistar los reinos de Shu y Ba hacia el 316 a. C. Todos los registros escritos y los logros civiles de los reinos anteriores fueron destruidos. Los administradores de Qin introdujeron una tecnología agrícola mejorada. Li Bing, diseñó el sistema de riego Dujiangyan para controlar el río Min, un importante afluente del Yangtze. Este innovador sistema hidráulico se componía de presas móviles que podían ajustarse a un flujo de agua alto o bajo según la estación, para proporcionar riego o evitar inundaciones. El aumento de la producción agrícola y de los impuestos convirtió la zona en una fuente de provisiones y hombres para la unificación de China por parte de Qin.

### Cinco Dinastías y Diez Reinos
En el periodo de las Cinco Dinastías y los Diez Reinos, Sichuan se convirtió en el centro del reino de Shu con su capital en Chengdu, fundada por Wang Jian. En 925, el reino fue absorbido por Tang Posterior, pero recuperó su independencia con Meng Zhixiang, que fundó Shu Posterior en 934. Shu Posterior continuaría hasta el año 965, cuando fue absorbida por los Song.

### Dinastía Song
Durante la dinastía Song (960-1279), los sichuanenses pudieron protegerse de los ataques tibetanos con la ayuda del gobierno central. Sichuan también experimentó un renacimiento cultural como el de los grandes poetas Su Xun (蘇洵), Su Shi y Su Zhe. Aunque el papel moneda se conocía en la dinastía Tang, en 1023 d. C. se emitió en Chengdu el primer papel moneda verdadero de la historia de la humanidad, denominado jiaozi (交子; jiāozǐ).
Fue también durante la dinastía Song cuando el grueso de los nativos Ba del este de Sichuan se asimiló a la etnia china Han. 
En los siglos XII y XIII, la dinastía Song del Sur estableció defensas coordinadas contra la dinastía mongola Yuan, en Sichuan y Xiangyang. El estado Song del Sur monopolizó la industria del té de Sichuan para pagar los caballos de guerra, pero esta intervención estatal acabó por devastar la economía local. La línea de defensa se rompió finalmente tras el primer uso de armas de fuego de la historia durante la batalla de Xiangyang, que duró seis años y terminó en 1273. Supuestamente hubo un millón de piezas de huesos de esqueletos de tipo no especificado pertenecientes a animales de guerra y a soldados Song y Yuan que perecieron en los combates por la ciudad, aunque la cifra puede haber sido muy exagerada. El número de familias registrado en Sichuan descendió de 2.640.000 familias, según el censo realizado en 1162 d. C., a 120.000 familias en 1282 d. C. Entre las posibles causas se encuentran el traslado forzoso de la población a zonas cercanas, la evacuación a provincias cercanas, la subestimación o inexactitud del censo y las muertes relacionadas con la guerra. Un caso de deportación de civiles de Sichuan a Mongolia ocurrió tras una batalla en 1259, cuando más de 80.000 personas fueron tomadas cautivas de una ciudad de Sichuan y trasladadas a Mongolia.

### Dinastía Ming

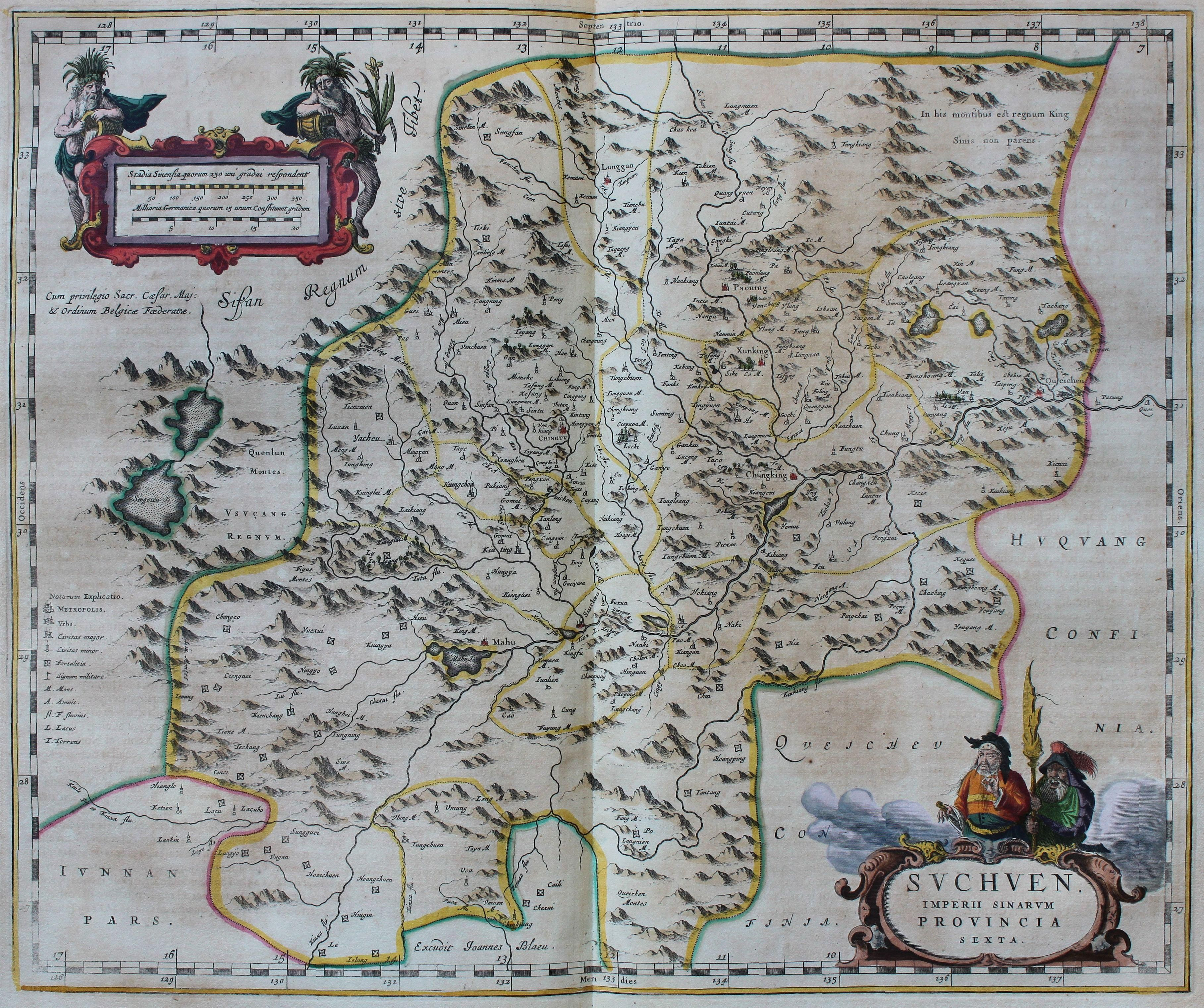
Mapa de Suchuen (Sichuan) de la Geographia Blaviana de 1659 de Willem y Joan Blaeu.

La dinastía Ming derrotó al sistema político Xia de Ming Yuzhen, que gobernaba Sichuan.
Durante la dinastía Ming se crearon importantes obras arquitectónicas en Sichuan. El budismo siguió teniendo influencia en la región. El templo de Bao'en es un complejo de monasterios del siglo XV bien conservado, construido entre 1440 y 1446 durante el reinado del emperador Zhengtong (1427-64). La sala Dabei consagra una imagen de madera de mil brazos de Guanyin y la sala Huayan es un depósito con un gabinete de sutra giratorio. Las pinturas murales, las esculturas y otros detalles ornamentales son obras maestras del periodo Ming.
A mediados del siglo XVII, el líder rebelde campesino Zhang Xianzhong (1606-1646) de Yan'an, provincia de Shaanxi, apodado Tigre Amarillo, dirigió su tropa de campesinos desde el norte de China hacia el sur y conquistó Sichuan. Al capturarla, se declaró emperador de la dinastía Daxi (大西王朝). En respuesta a la resistencia de las élites locales, masacró a un gran número de personas en Sichuan. Como resultado de la masacre, así como de los años de agitación durante la transición Ming-Qing, la población de Sichuan se redujo drásticamente, lo que requirió un reasentamiento masivo de personas de la vecina provincia de Huguang (las modernas Hubei y Hunan) y de otras provincias durante la dinastía Qing.

### Dinastía Qing
Sichuan fue originalmente el origen del linaje Deng hasta que uno de ellos fue contratado como funcionario en Guangdong durante la dinastía Ming, pero durante el plan Qing para aumentar la población, en 1671, volvieron a Sichuan.
Durante la dinastía Qing, Sichuan se fusionó con Shaanxi y Shanxi para crear "Shenzhuan" durante 1680-1731 y 1735-1748. Las actuales fronteras de Sichuan (que entonces incluían Chongqing) se establecieron a principios del siglo XVIII. Tras la guerra sino-nepalesa en la frontera suroeste de China, los Qing otorgaron al gobierno provincial de Sichuan el control directo de las zonas de Sichuan habitadas por minorías al oeste de Kangding, que hasta entonces habían sido manejadas por un amban.
El 10 de junio de 1786, una presa en el río Dadu, causada por un terremoto, cedió. La inundación resultante mató a 100.000 personas.

### República de China

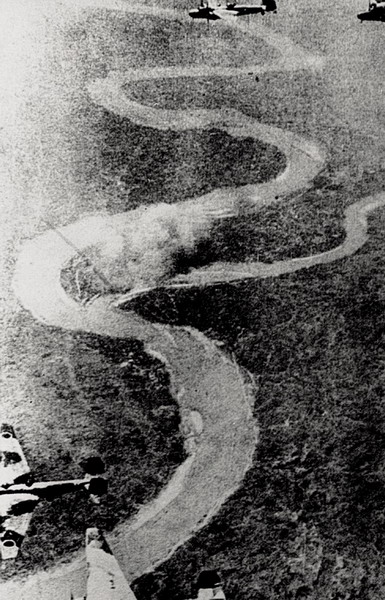
Bombarderos japoneses bombardean una carretera china en Sichuan durante la Segunda Guerra Mundial

A principios del siglo XX, la recién fundada República de China estableció el Distrito Administrativo Especial de Chuanbian (川邊特別行政區), que reconocía la singularidad de la cultura y la economía de la región, muy diferente de la del norte de China en la región del río Amarillo. El Distrito Especial se convirtió posteriormente en la provincia de Xikang, incorporando las zonas habitadas por las minorías étnicas yi, tibetana y qiang a su oeste, y la parte oriental de la actual Región Autónoma del Tíbet.
En el siglo XX, como Pekín, Shanghái, Nankín y Wuhan habían sido ocupadas por los japoneses durante la segunda guerra sino-japonesa dentro del marco de la Segunda Guerra Mundial, la capital de la República de China se trasladó temporalmente a Chongqing, entonces una importante ciudad de Sichuan. Un legado perdurable de este traslado es que las provincias interiores cercanas, como Shaanxi, Gansu y Guizhou, que hasta entonces no habían tenido universidades modernas al estilo occidental, comenzaron a desarrollarse en este sentido. La dificultad de acceder a la región por tierra desde la parte oriental de China y el clima neblinoso que dificultaba la precisión de los bombardeos japoneses sobre la cuenca de Sichuan, convirtieron a la región en el bastión del gobierno del Kuomintang de Chiang Kai-shek durante 1938-45, y llevaron al bombardeo de Chongqing.
A la segunda guerra chino-japonesa le siguió pronto la reanudación de la guerra civil china, y las ciudades del este de China son obtenidas por los comunistas una tras otra, el gobierno del Kuomintang volvió a intentar hacer de Sichuan su bastión en el continente, aunque ya veía cierta actividad comunista al ser una zona en el camino de la Larga Marcha. El propio Chiang Kai-shek voló a Chongqing desde Taiwán en noviembre de 1949 para dirigir la defensa. Pero ese mismo mes Chongqing se pasó a los comunistas, seguido de Chengdu el 10 de diciembre. El general del Kuomintang Wang Sheng quiso quedarse con sus tropas para continuar la guerrilla anticomunista en Sichuan, pero fue llamado a Taiwán. Muchos de sus soldados se dirigieron allí también, a través de Birmania.

### República Popular China
En 1949 se fundó la República Popular China, que dividió Sichuan en cuatro zonas y separó el municipio de Chongqing. Sichuan se reconstituyó en 1952, añadiendo Chongqing en 1954, mientras que la antigua provincia de Xikang se dividió entre el Tíbet en el oeste y Sichuan en el este.
La provincia se vio muy afectada por la Gran Hambruna China de 1959-1961, durante la cual murieron unos 9,4 millones de personas (el 13,07% de la población de la época).
En 1978, cuando Deng Xiaoping tomó el poder, Sichuan fue una de las primeras provincias en experimentar con la economía de mercado. Deng Xiaoping nació en Sichuan.

Desde 1955 hasta 1997, Sichuan había sido la provincia más poblada de China, alcanzando los 100 millones de habitantes poco después de la cifra de 99.730.000 del censo de 1982. Esto cambió en 1997, cuando la ciudad subprovincial de Chongqing y las tres prefecturas circundantes de Fuling, Wanxian y Qianjiang se escindieron en el nuevo municipio de Chongqing. El nuevo municipio se formó para encabezar el esfuerzo de China por desarrollar económicamente sus provincias occidentales, así como para coordinar el reasentamiento de los residentes de las zonas de embalse del proyecto de la presa de las Tres Gargantas.

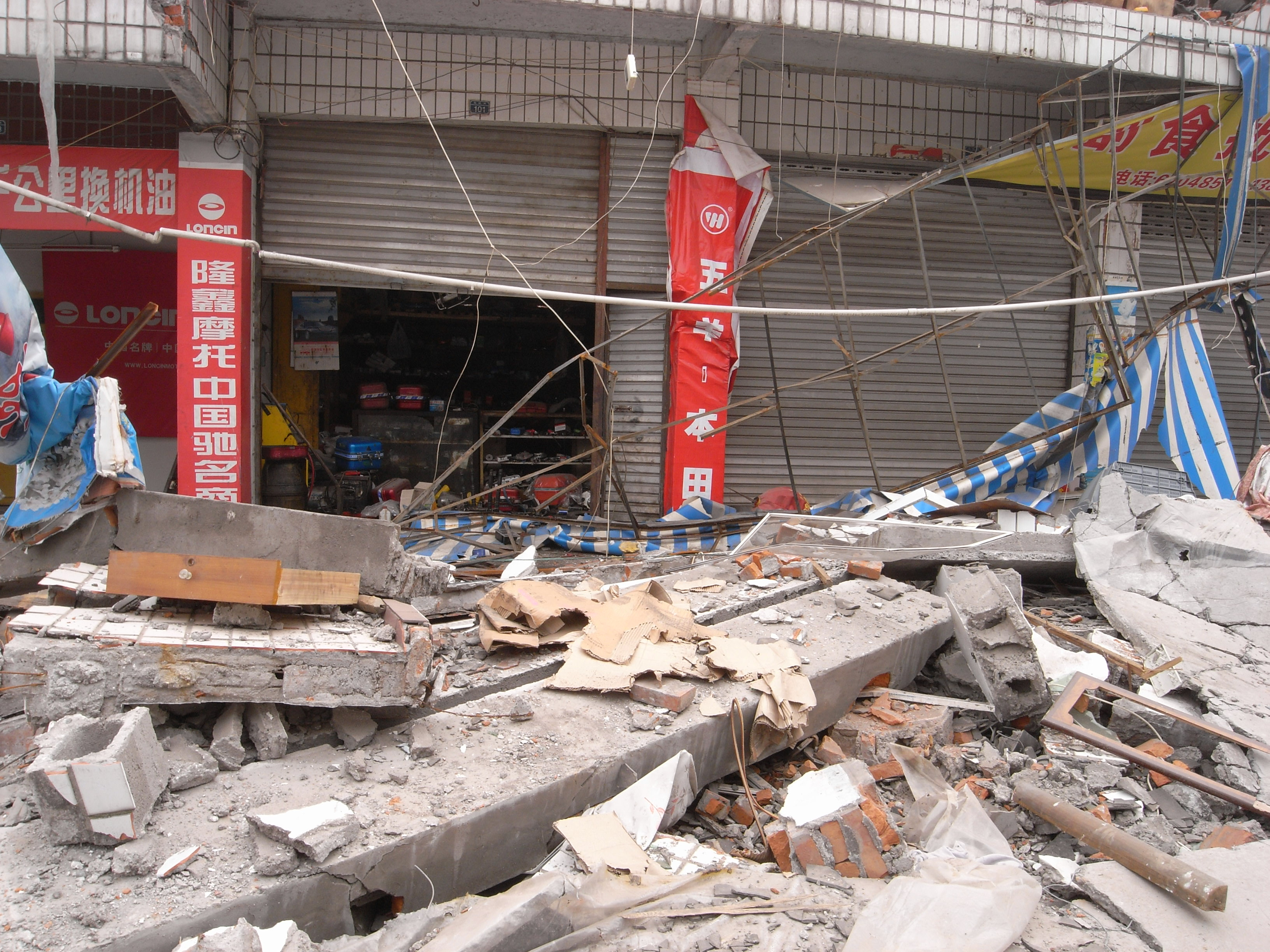
Tiendas en Jundao, una ciudad devastada por el terremoto de Sichuan de 2008

En mayo de 2008, un terremoto de magnitud 7,9/8,0 golpeó a sólo 79 kilómetros (49 mi) al noroeste de la capital provincial de Chengdu. Las cifras oficiales registraron un número de muertos de casi 70.000 personas, y millones de personas se quedaron sin hogar.

## División administrativa
Sichuan consta de veintiuna divisiones a nivel de prefectura: dieciocho ciudades a nivel de prefectura (incluida una ciudad subprovincial) y tres prefecturas autónomas:
| Chengdu Zigong Panzhihua Luzhou Deyang Mianyang Guangyuan Suining Neijiang Leshan Nanchong Meishan Yibin Guang'an Dazhou Ya'an Bazhong Ziyang Ngawa Garzê Liangshan Chongqing |                                               |             |                           |                    |            |            |                    |                  |
| Código de división | División                                      | Area in km2 | Población (censo de 2010) | Sede               | Divisiones | Divisiones | Divisiones         | Divisiones       |
| Código de división | División                                      | Area in km2 | Población (censo de 2010) | Sede               | Distritos  | Condados   | Condados autónomos | Ciudades-condado |
| 510000 | Provincia de Sichuan                          | 485,000.00  | 80,418,200                | Ciudad de Chengdu  | 54         | 107        | 4                  | 18               |
| 510100 | Ciudad de Chengdu                             | 12,163.16   | 14,047,625                | Wuhou District     | 12         | 3          |                    | 5                |
| 510300 | Ciudad de Zigong                              | 4,373.13    | 2,678,898                 | Ziliujing District | 4          | 2          |                    |                  |
| 510400 | Ciudad de Panzhihua                           | 7,423.42    | 1,214,121                 | Dong District      | 3          | 2          |                    |                  |
| 510500 | Ciudad de Luzhou                              | 12,233.58   | 4,218,426                 | Jiangyang District | 3          | 4          |                    |                  |
| 510600 | Ciudad de Deyang                              | 5,951.55    | 3,615,759                 | Jingyang District  | 2          | 1          |                    | 3                |
| 510700 | Ciudad de Mianyang                            | 20,267.46   | 4,613,862                 | Fucheng District   | 3          | 4          | 1                  | 1                |
| 510800 | Ciudad de Guangyuan                           | 16,313.70   | 2,484,125                 | Lizhou District    | 3          | 4          |                    |                  |
| 510900 | Ciudad de Suining                             | 5,323.85    | 3,252,551                 | Chuanshan District | 2          | 2          |                    | 1                |
| 511000 | Ciudad de Neijiang                            | 5,385.33    | 3,702,847                 | Shizhong District  | 2          | 2          |                    | 1                |
| 511100 | Ciudad de Leshan                              | 12,827.49   | 3,235,756                 | Shizhong District  | 4          | 4          | 2                  | 1                |
| 511300 | Ciudad de Nanchong                            | 12,479.96   | 6,278,622                 | Shunqing District  | 3          | 5          |                    | 1                |
| 511400 | Ciudad de Meishan                             | 7,173.82    | 2,950,548                 | Dongpo District    | 2          | 4          |                    |                  |
| 511500 | Ciudad de Yibin                               | 13,293.89   | 4,472,001                 | Cuiping District   | 3          | 7          |                    |                  |
| 511600 | Ciudad de Guang'an                            | 6,301.41    | 3,205,476                 | Guang'an District  | 2          | 3          |                    | 1                |
| 511700 | Ciudad de Dazhou                              | 16,591.00   | 5,468,092                 | Tongchuan District | 2          | 4          |                    | 1                |
| 511800 | Ciudad de Ya'an                               | 15,213.28   | 1,507,264                 | Yucheng District   | 2          | 6          |                    |                  |
| 511900 | Ciudad de Bazhong                             | 12,301.26   | 3,283,771                 | Bazhou District    | 2          | 3          |                    |                  |
| 512000 | Ciudad de Ziyang                              | 7,962.56    | 3,665,064                 | Yanjiang District  | 1          | 2          |                    |                  |
| 513200 | Prefectura autónoma tibetana y qiang de Ngawa | 82,383.32   | 898,713                   | Ciudad de Barkam   |            | 12         |                    | 1                |
| 513300 | Prefectura autónoma tibetana de Garzê         | 147,681.37  | 1,091,872                 | Ciudad de Kangding |            | 17         |                    | 1                |
| 513400 | Prefectura autónoma yi de Liangshan           | 60,422.67   | 4,532,809                 | Ciudad de Xichang  |            | 15         | 1                  | 1                |
| Ciudades subprovinciales |                                               |             |                           |                    |            |            |                    |                  |

### Áreas urbanas
| Población por zonas urbanas de las prefecturas y ciudades de condado (censo de 2010) | Población por zonas urbanas de las prefecturas y ciudades de condado (censo de 2010) | Población por zonas urbanas de las prefecturas y ciudades de condado (censo de 2010) | Población por zonas urbanas de las prefecturas y ciudades de condado (censo de 2010) | Población por zonas urbanas de las prefecturas y ciudades de condado (censo de 2010) |
| #                                                                                    | Ciudad                                                                               | Área urbana                                                                          | Área distrital                                                                       | Ciudad propiamente dicha                                                             |
| ------------------------------------------------------------------------------------ | ------------------------------------------------------------------------------------ | ------------------------------------------------------------------------------------ | ------------------------------------------------------------------------------------ | ------------------------------------------------------------------------------------ |
| 1                                                                                    | Chengdu                                                                              | 6 316 922                                                                            | 7 415 590                                                                            | 15 118 839                                                                           |
| (1)                                                                                  | Chengdu (nuevos distritos)                                                           | 1 384 770                                                                            | 2 176 092                                                                            | véase Chengdu                                                                        |
| 2                                                                                    | Mianyang                                                                             | 967 007                                                                              | 1 355 331                                                                            | 4 613 871                                                                            |
| (2)                                                                                  | Mianyang (nuevo distrito)                                                            | 96 265                                                                               | 366 802                                                                              | véase Mianyang                                                                       |
| 3                                                                                    | Nanchong                                                                             | 890 402                                                                              | 1 858 875                                                                            | 6 278 614                                                                            |
| 4                                                                                    | Luzhou                                                                               | 742 274                                                                              | 1 371 233                                                                            | 4 218 427                                                                            |
| 5                                                                                    | Leshan                                                                               | 678 752                                                                              | 1 211 237                                                                            | 3 235 759                                                                            |
| 6                                                                                    | Zigong                                                                               | 666 204                                                                              | 1 262 064                                                                            | 2 678 899                                                                            |
| 7                                                                                    | Panzhihua                                                                            | 631 258                                                                              | 787 177                                                                              | 1 214 121                                                                            |
| 8                                                                                    | Neijiang                                                                             | 586 445                                                                              | 1 251 095                                                                            | 3 702 847                                                                            |
| 9                                                                                    | Suining                                                                              | 549 826                                                                              | 1 295 885                                                                            | 3 252 619                                                                            |
| 10                                                                                   | Yibin                                                                                | 549 650                                                                              | 836 340                                                                              | 4 471 896                                                                            |
| (10)                                                                                 | Yibin (nuevos distritos)                                                             | 277 993                                                                              | 1 148 864                                                                            | véase Yibin                                                                          |
| 11                                                                                   | Deyang                                                                               | 530 122                                                                              | 735 070                                                                              | 3 615 758                                                                            |
| (11)                                                                                 | Deyang (nuevo distrito)                                                              | 79 269                                                                               | 212 185                                                                              | véase Deyang                                                                         |
| 12                                                                                   | Bazhong                                                                              | 477 235                                                                              | 1 126 167                                                                            | 3283148                                                                              |
| 13                                                                                   | Xichang                                                                              | 466 732                                                                              | 712 434                                                                              | part of Prefectura de Liangshan                                                      |
| 14                                                                                   | Guangyuan                                                                            | 407 756                                                                              | 859 246                                                                              | 2 484 122                                                                            |
| 15                                                                                   | Dazhou                                                                               | 379 467                                                                              | 478 276                                                                              | 5 468 097                                                                            |
| (15)                                                                                 | Dazhou (nuevo distrito)                                                              | 299 223                                                                              | 1 111 159                                                                            | véase Dazhou                                                                         |
| 16                                                                                   | Ziyang                                                                               | 376 387                                                                              | 905 729                                                                              | 2 593 843                                                                            |
| 17                                                                                   | Jianyang                                                                             | 365 386                                                                              | 1 071 214                                                                            | véase Chengdu                                                                        |
| 18                                                                                   | Meishan                                                                              | 347 546                                                                              | 821 853                                                                              | 2 950 545                                                                            |
| (18)                                                                                 | Meishan (nuevo distrito)                                                             | 150 350                                                                              | 285 889                                                                              | véase Meishan                                                                        |
| 19                                                                                   | Dujiangyan                                                                           | 317 627                                                                              | 657 996                                                                              | véase Chengdu                                                                        |
| 20                                                                                   | Guang'an                                                                             | 317 502                                                                              | 858 159                                                                              | 3 205 476                                                                            |
| 21                                                                                   | Jiangyou                                                                             | 312 154                                                                              | 762 140                                                                              | véase Mianyang                                                                       |
| (22)                                                                                 | Longchang                                                                            | 289 494                                                                              | 633 210                                                                              | véase Neijiang                                                                       |
| 23                                                                                   | Pengzhou                                                                             | 263 199                                                                              | 762 887                                                                              | véase Chengdu                                                                        |
| 24                                                                                   | Langzhong                                                                            | 242 535                                                                              | 728 935                                                                              | véase Nanchong                                                                       |
| 25                                                                                   | Guanghan                                                                             | 235 872                                                                              | 591 115                                                                              | véase Deyang                                                                         |
| 26                                                                                   | Emeishan                                                                             | 220 349                                                                              | 437 068                                                                              | véase Leshan                                                                         |
| 27                                                                                   | Ya'an                                                                                | 208 940                                                                              | 355 572                                                                              | 1 507 258                                                                            |
| (27)                                                                                 | Ya'an (nuevo distrito)                                                               | 52 131                                                                               | 256 484                                                                              | véase Ya'an                                                                          |
| 28                                                                                   | Chongzhou                                                                            | 206 448                                                                              | 661 120                                                                              | véase Chengdu                                                                        |
| 29                                                                                   | Mianzhu                                                                              | 192 001                                                                              | 477 868                                                                              | véase Deyang                                                                         |
| 30                                                                                   | Qionglai                                                                             | 190 099                                                                              | 612753                                                                               | véase Chengdu                                                                        |
| 31                                                                                   | Shifang                                                                              | 187 473                                                                              | 412 758                                                                              | véase Deyang                                                                         |
| 32                                                                                   | Wanyuan                                                                              | 129 617                                                                              | 407 594                                                                              | véase Dazhou                                                                         |
| 33                                                                                   | Huaying                                                                              | 119 228                                                                              | 278 359                                                                              | véase Guang'an                                                                       |
| (34)                                                                                 | Kangding                                                                             | 60 439                                                                               | 130 142                                                                              | parte de Prefectura de Garzê                                                         |
| (35)                                                                                 | Barkam                                                                               | 28 783                                                                               | 58 437                                                                               | part of Prefectura de Ngawa                                                          |

## Geografía
Sichuan consta de dos partes geográficamente muy diferenciadas. La parte oriental de la provincia se encuentra en su mayor parte en la fértil cuenca de Sichuan (que comparte Sichuan con el municipio de Chongqing). La parte occidental de Sichuan está formada por las numerosas cordilleras que forman la parte más oriental de la meseta tibetana, que se conocen genéricamente como montañas de Hengduan. Una de estas cordilleras, las montañas Daxue, contiene el punto más alto de la provincia, conocido como monte Gongga, a 7556 m sobre el nivel del mar. Las montañas están formadas por la colisión de la meseta tibetana con la placa del Yangtsé. Entre las fallas de esta zona se encuentra la de Longmenshan, que se rompió durante el terremoto de Sichuan de 2008. Otras cadenas montañosas rodean la cuenca de Sichuan por el norte, el este y el sur. Entre ellas están las montañas Daba, en el noreste de la provincia.
El río Yangtze y sus afluentes fluyen a través de las montañas del oeste de Sichuan y de la cuenca de Sichuan; por ello, la provincia se encuentra aguas arriba de las grandes ciudades que se levantan a lo largo del río Yangtze más al este, como Chongqing, Wuhan, Nankín y Shanghái. Uno de los principales afluentes del Yangtsé dentro de la provincia es el río Min, del centro de Sichuan, que se une al Yangtsé en Yibin. También hay otros ríos, como el Jialing, el Tuo, el Yalong, el Wu y el Jinsha, y cualquiera de los cuatro ríos se agrupa a menudo como los "cuatro ríos" que el nombre de Sichuan suele significar erróneamente.
Debido a las grandes diferencias de terreno, el clima de la provincia es muy variable. En general, tiene una fuerte influencia monzónica, con precipitaciones muy concentradas en verano. Según la clasificación climática de Köppen, la cuenca de Sichuan (incluida Chengdu), en la mitad oriental de la provincia, experimenta un clima subtropical húmedo (Köppen Cwa o Cfa), con veranos largos, calurosos y húmedos e inviernos cortos, de suaves a frescos, secos y nublados. En consecuencia, tiene los totales de insolación más bajos de China. La región occidental tiene zonas montañosas que producen un clima más fresco pero más soleado. Con inviernos de frescos a muy fríos y veranos suaves, las temperaturas suelen disminuir a medida que aumenta la altitud. Sin embargo, debido a la gran altitud y a su ubicación en el interior, muchas zonas como el condado de Garze y el de Zoige, en Sichuan, presentan un clima subártico (Köppen Dwc), con inviernos extremadamente fríos, de hasta -30 °C, y noches de verano incluso frías. La región es geológicamente activa, con desprendimientos y terremotos. La altitud media oscila entre los 2.000 y los 3.500 metros; las temperaturas medias oscilan entre 0 y 15 °C. La parte sur de la provincia, incluyendo Panzhihua y Xichang, tiene un clima soleado con inviernos cortos y muy suaves y veranos muy cálidos o calurosos.
Sichuan limita con Qinghai al noroeste, Gansu al norte, Shaanxi al noreste, Chongqing al este, Guizhou al sureste, Yunnan al sur y la Región Autónoma del Tíbet al oeste. Debido al territorio tibetano que forma el oeste de la provincia, Sichuan a veces se considera parte de Asia interior.

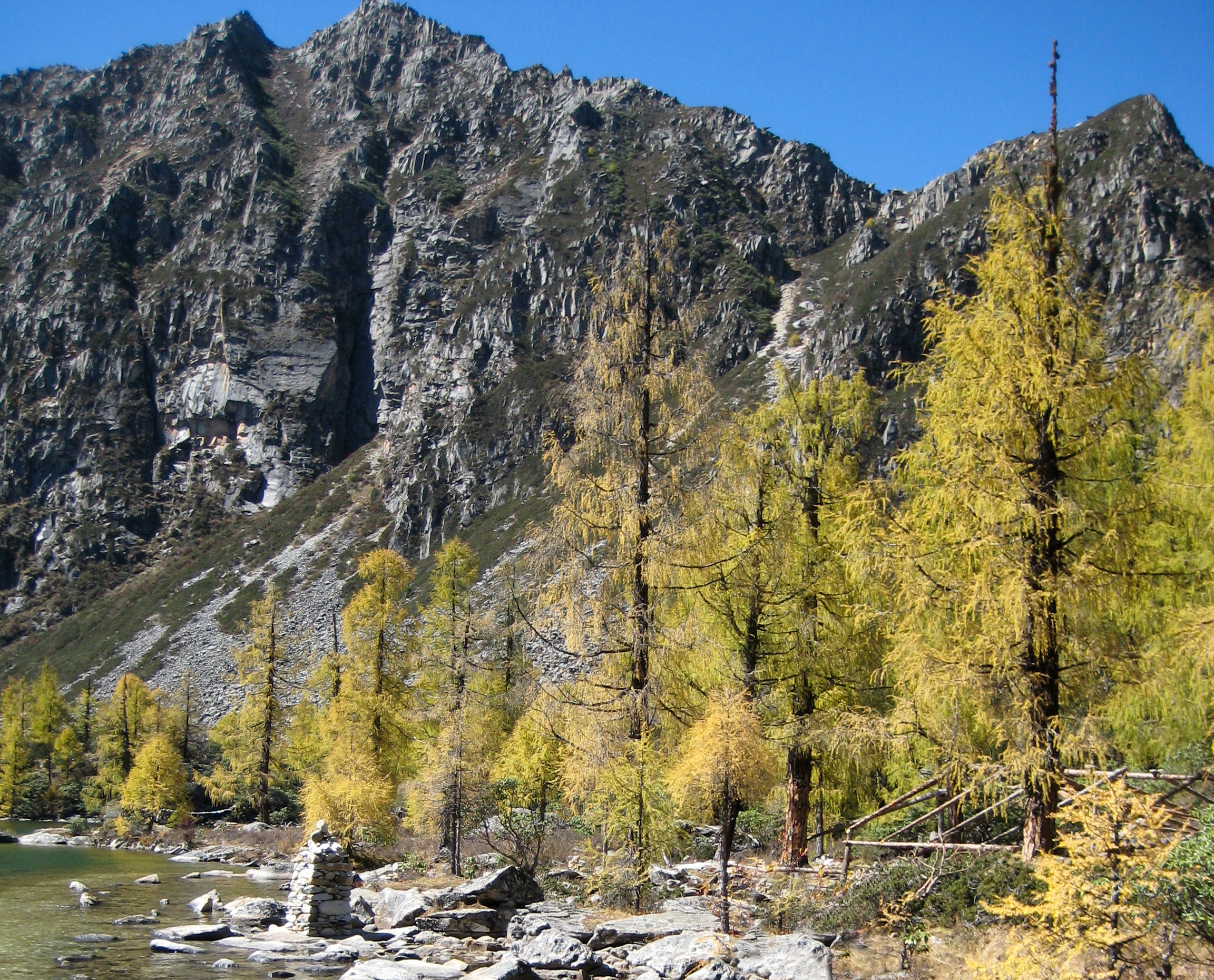
Árboles de hoja perenne en otoño
Arquitectura tibetana en la prefectura de Garzê
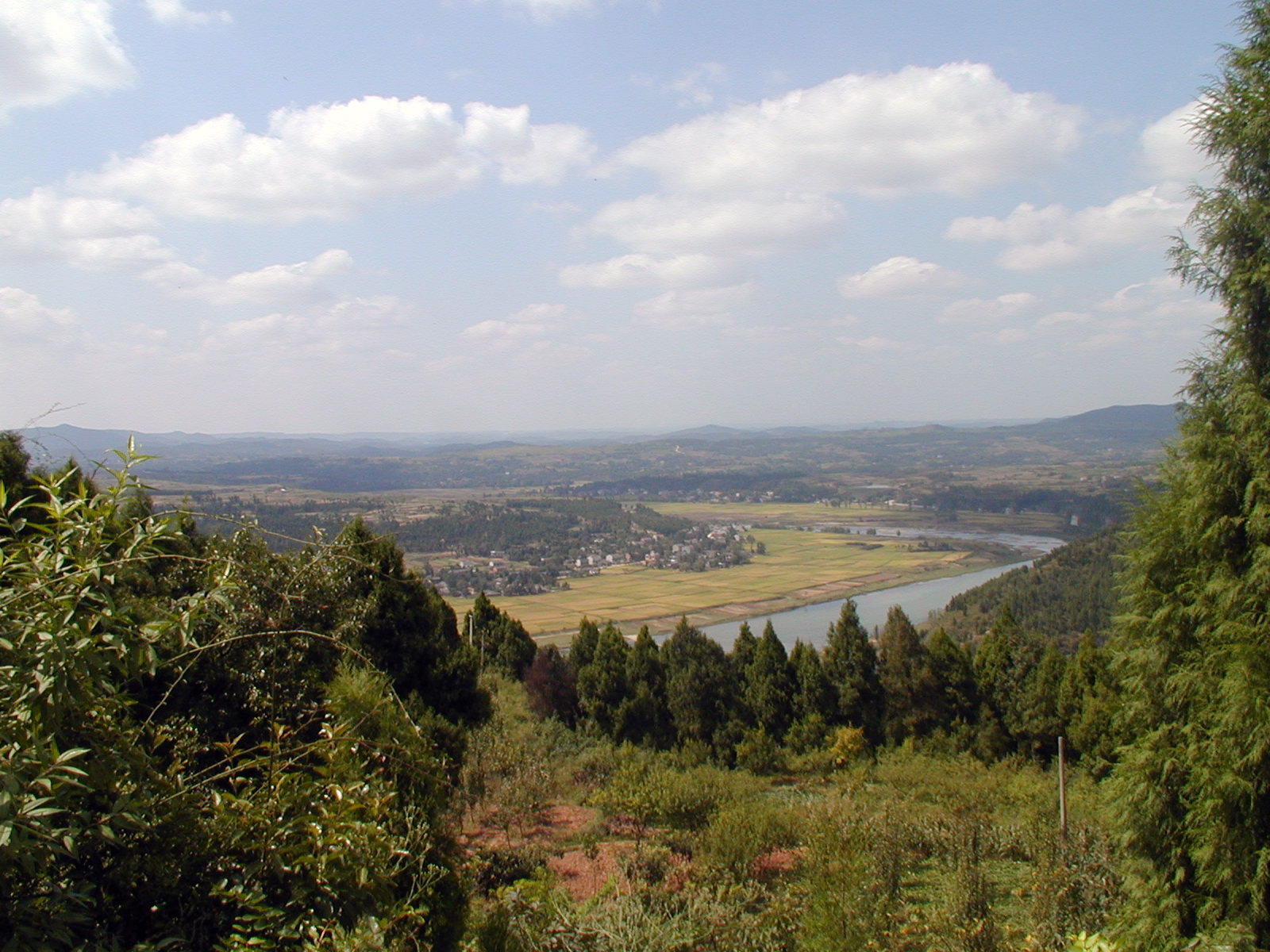
Condado de Zitong
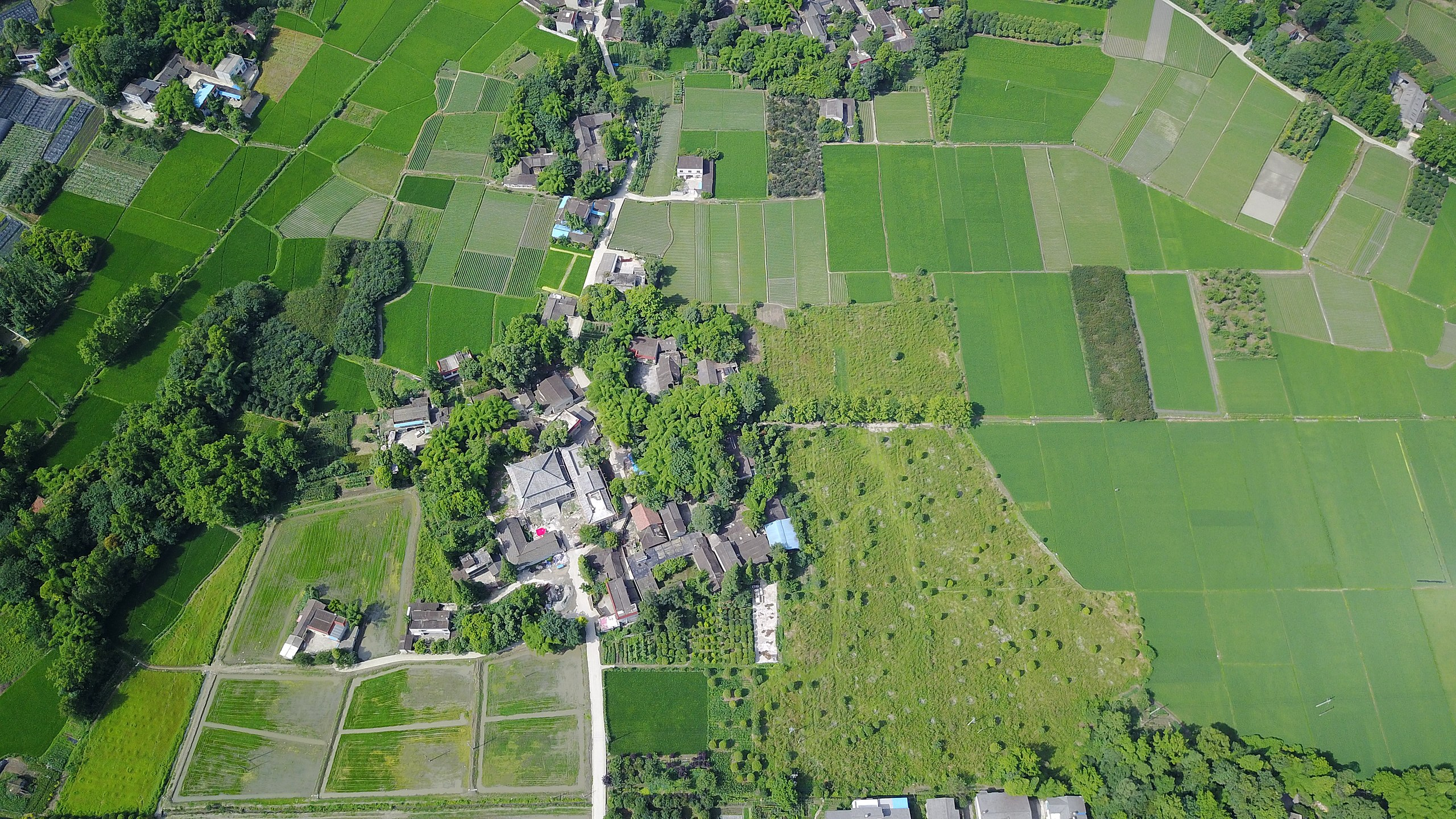
Linpan, en la llanura de Chengdu, es un punto de referencia muy conocido en la llanura de Chengdu

## Economía

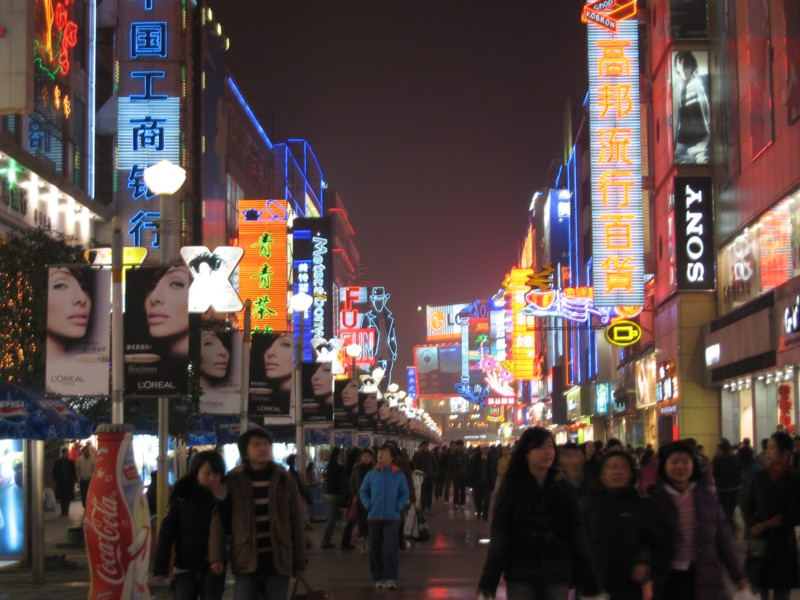
Calle comercial en el centro de Chengdu

Sichuan ha sido históricamente conocida como la "Provincia de la Abundancia". Es una de las principales bases de producción agrícola de China. Los cereales, incluidos el arroz y el trigo, son el principal producto, con una producción que ocupó el primer lugar en China en 1999. Los cultivos comerciales incluyen cítricos, caña de azúcar, batatas, melocotones y uvas. Sichuan también tuvo la mayor producción de carne de cerdo de todas las provincias y la segunda mayor producción de capullos de gusanos de seda en 1999. Sichuan es rica en recursos minerales. Tiene más de 132 tipos de recursos minerales subterráneos probados, entre ellos el vanadio, el titanio y el litio, que son los mayores de China. Sólo la región de Panxi posee el 13,3% de las reservas de hierro, el 93% de las de titanio, el 69% de las de vanadio y el 83% de las de cobalto de todo el país. Sichuan también posee las mayores reservas probadas de gas natural de China, la mayor parte del cual se transporta a regiones orientales más desarrolladas.

### Industria
Sichuan es uno de los principales centros industriales de China. Además de las industrias pesadas, como el carbón, la energía, el hierro y el acero, la provincia también ha establecido un sector industrial ligero que comprende los materiales de construcción, el procesamiento de la madera, los alimentos y el procesamiento de la seda. Chengdu y Mianyang son los centros de producción de productos textiles y electrónicos. Deyang, Panzhihua y Yibin son los centros de producción de maquinaria, industrias metalúrgicas y vino, respectivamente. La producción de vino de Sichuan representó el 21,9% de la producción total del país en 2000.
Se han hecho grandes progresos en el desarrollo de Sichuan para convertirla en una base industrial moderna de alta tecnología, fomentando las inversiones nacionales y extranjeras en electrónica y tecnología de la información (como el software), maquinaria y metalurgia (incluidos los automóviles), energía hidroeléctrica, industria farmacéutica, alimentaria y de bebidas.
La industria del automóvil es un sector importante y clave de la industria de la maquinaria en Sichuan. La mayoría de las empresas de fabricación de automóviles se encuentran en Chengdu, Mianyang, Nanchong y Luzhou.
Otras industrias importantes en Sichuan son la aeroespacial y la de defensa (militar). Varios cohetes chinos (cohetes Long March) y satélites se lanzan desde el Centro de Lanzamiento de Satélites de Xichang, situado en la ciudad de Xichang.

### Comercio

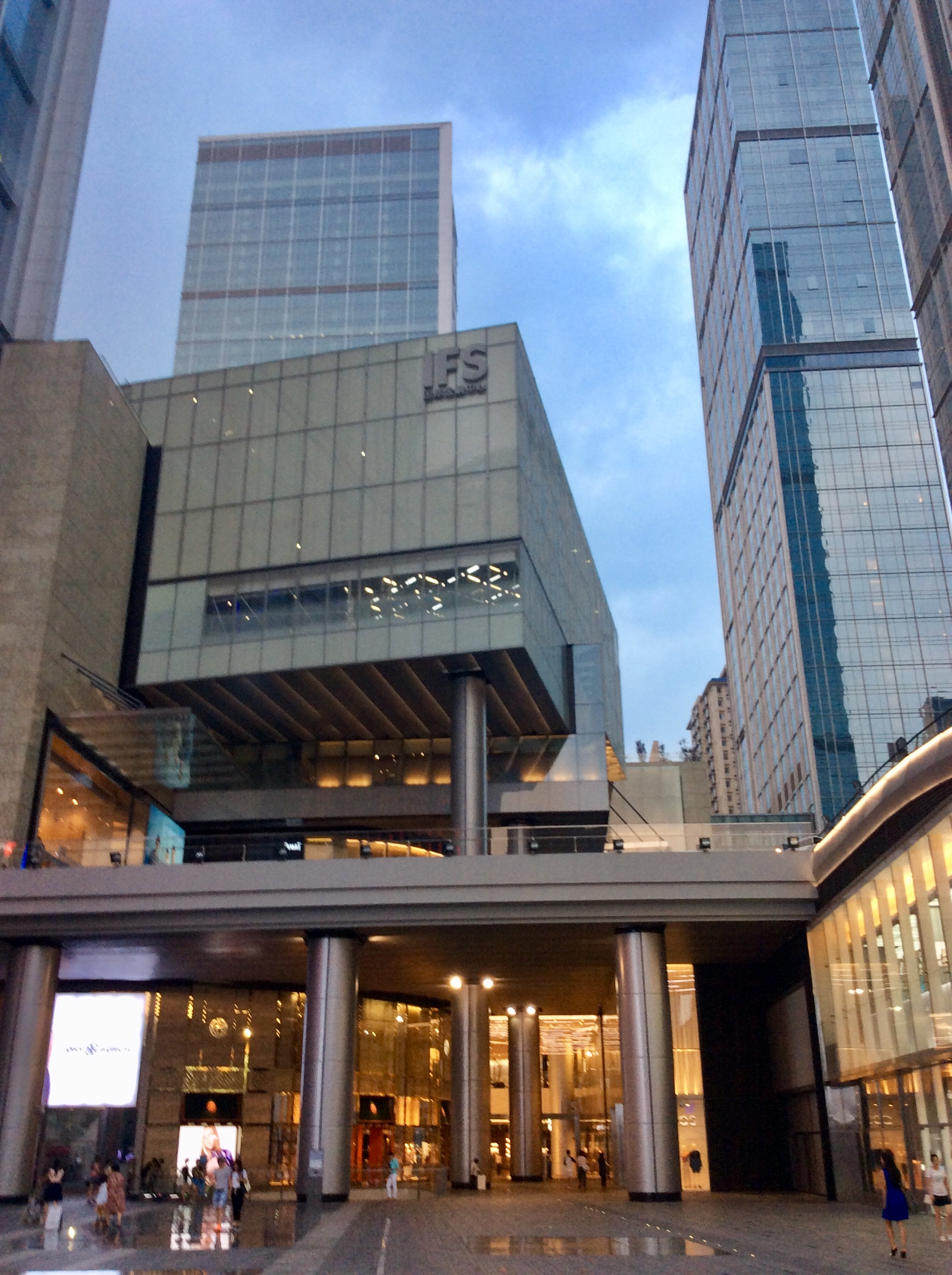
Entrada del centro comercial IFS Chengdu

Según el Departamento de Comercio de Sichuan, el comercio exterior total de la provincia fue de 22.040 millones de dólares en 2008, con un incremento anual del 53,3%. Las exportaciones fueron de 13.100 millones de dólares, con un aumento anual del 52,3%, mientras que las importaciones fueron de 8.930 millones de dólares, con un aumento anual del 54,7%. Estos logros se consiguieron gracias a los importantes cambios en la política de comercio exterior de China, la aceleración de la apreciación del yuan, el aumento de los incentivos comerciales y el incremento de los costes de producción. Las 18 ciudades y condados registraron un ritmo de aumento constante. Chengdu, Suining, Nanchong, Dazhou, Ya'an, Abazhou y Liangshan experimentaron un aumento superior al 40%, mientras que Leshan, Neijiang, Luzhou, Meishan, Ziyang y Yibin registraron un incremento superior al 20%. El comercio exterior en Zigong, Panzhihua, Guang'an, Bazhong y Ganzi se mantuvo constante.

### Zonas de desarrollo económico
Zona Franca Integral de Alta Tecnología de Chengdu
La Zona Franca Integral de Alta Tecnología de Chengdu se estableció con la aprobación del Consejo de Estado el 18 de octubre de 2010 y pasó la aceptación nacional el 25 de febrero de 2011. Comenzó a funcionar oficialmente en mayo de 2011. La Zona de Libre Comercio Integral de Alta Tecnología de Chengdu está integrada y ampliada a partir de la antigua Zona de Procesamiento de Exportaciones de Chengdu y el Centro de Logística Aduanera de Chengdu. Está situada en la Zona de Desarrollo Industrial de Alta Tecnología del Oeste de Chengdu, con una superficie de 4,68 kilómetros cuadrados y dividida en tres áreas A, B y C. Las industrias se centran en la fabricación de ordenadores portátiles, la fabricación de tabletas, la fabricación de obleas y las pruebas de embalaje de chips, los componentes electrónicos, el mecanizado de precisión y la industria biofarmacéutica. La Zona Franca Integral de Chengdu Hi-Tech ha atraído a las 500 mejores empresas y multinacionales, como Intel, Foxconn, Texas Instruments, Dell, Morse, etc.
En 2020, la Zona de Libre Comercio Integral de Alta Tecnología de Chengdu alcanzó un volumen total de importación y exportación de 549.100 millones de yuanes (incluida la Subzona de Shuangliu), lo que representa el 68% del volumen total de importación y exportación de comercio exterior de la provincia, ocupando el primer lugar en el volumen de importación y exportación de la zona de seguro integral nacional durante tres años consecutivos.
Zona de Desarrollo Económico y Tecnológico de Chengdu
La Zona de Desarrollo Económico y Tecnológico de Chengdu (en chino: 成都经济技术开发区; pinyin: Chéngdū jīngjì jìshù kāifā qū) fue aprobada como zona de desarrollo a nivel estatal en febrero de 2000. En la actualidad, la zona cuenta con un área desarrollada de 10,25 km² y tiene un área planificada de 26 km². La Zona de Desarrollo Económico y Tecnológico de Chengdu (CETDZ) está situada a 13,6 km al este de Chengdu, capital de la provincia de Sichuan y centro neurálgico del transporte y las comunicaciones en el suroeste de China. La zona ha atraído a inversores y promotores de más de 20 países para llevar a cabo sus proyectos allí. Entre las industrias fomentadas en la zona se encuentran la mecánica, la electrónica, los nuevos materiales de construcción, la medicina y el procesamiento de alimentos.
Zona de Procesamiento de Exportaciones de Chengdu
La Zona de Procesamiento de Exportaciones de Chengdu (chino: 成都出口加工区; pinyin: Chéngdū chūkǒu jiāgōng qū)) fue ratificada por el Consejo de Estado como una de las primeras 15 zonas de procesamiento de exportaciones del país en abril de 2000. En 2002, el Estado ratificó la creación de la Zona Oeste de Procesamiento de Exportaciones de Sichuan Chengdu, con una superficie prevista de 1,5 km², situada dentro de la región oeste de la Zona de Alta Tecnología de Chengdu.
Zona de Desarrollo Industrial de Alta Tecnología de Chengdu
Establecida en 1988, la Zona de Desarrollo Industrial de Alta Tecnología de Chengdu (en chino: 成都高新技术产业开发区; pinyin: Chéngdū Gāoxīn Jìshù Chǎnyè Kāifā Qū) fue aprobada como una de las primeras zonas nacionales de desarrollo de alta tecnología en 1991. En 2000, se abrió a la APEC y ha sido reconocida como zona nacional de desarrollo de alta tecnología avanzada en sucesivas actividades de evaluación realizadas por el Ministerio de Ciencia y Tecnología de China. Ocupa el 5.º lugar entre las 53 zonas nacionales de desarrollo de alta tecnología de China en términos de potencia global.
La Zona de Desarrollo de Alta Tecnología de Chengdu tiene una superficie de 82,5 km², formada por el Parque Sur y el Parque Oeste. Apoyándose en el subcentro de la ciudad, que está en construcción, el Parque Sur se centra en la creación de un parque industrial modernizado de ciencia y tecnología, en el que la innovación científica y tecnológica, la incubación de I+D, la industria de servicios modernos y la economía de la sede central desempeñan papeles principales. Se ha dado prioridad al desarrollo de la industria del software. Situado a ambos lados del canal turístico dorado "Chengdu-Dujiangyan-Jiuzhaigou", el Parque del Oeste pretende construir un parque industrial integral orientado a la agrupación industrial con funciones de apoyo completas. El Parque del Oeste da prioridad a tres industrias principales: información electrónica, biomedicina y maquinaria de precisión.
Zona de Desarrollo Industrial de Alta Tecnología de Mianyang
La Zona de Desarrollo Industrial de Alta Tecnología de Mianyang se estableció en 1992, con un área planificada de 43 km² (17 millas cuadradas). La zona está situada a 96 km de Chengdu y a 8 km del aeropuerto de Mianyang. Desde su creación, la zona ha acumulado 177 400 000 000 (ciento setenta y siete mil cuatrocientos millones) de yuanes de producción industrial, 46.200 millones de yuanes de producto interior bruto y 6.768 millones de yuanes de ingresos fiscales. Hay más de 136 empresas de alta tecnología en la zona y representan más del 90% de la producción industrial total.
La zona es líder en la industria de la información electrónica, la medicina biológica, los nuevos materiales y la producción de vehículos y piezas de motor.

### Galería

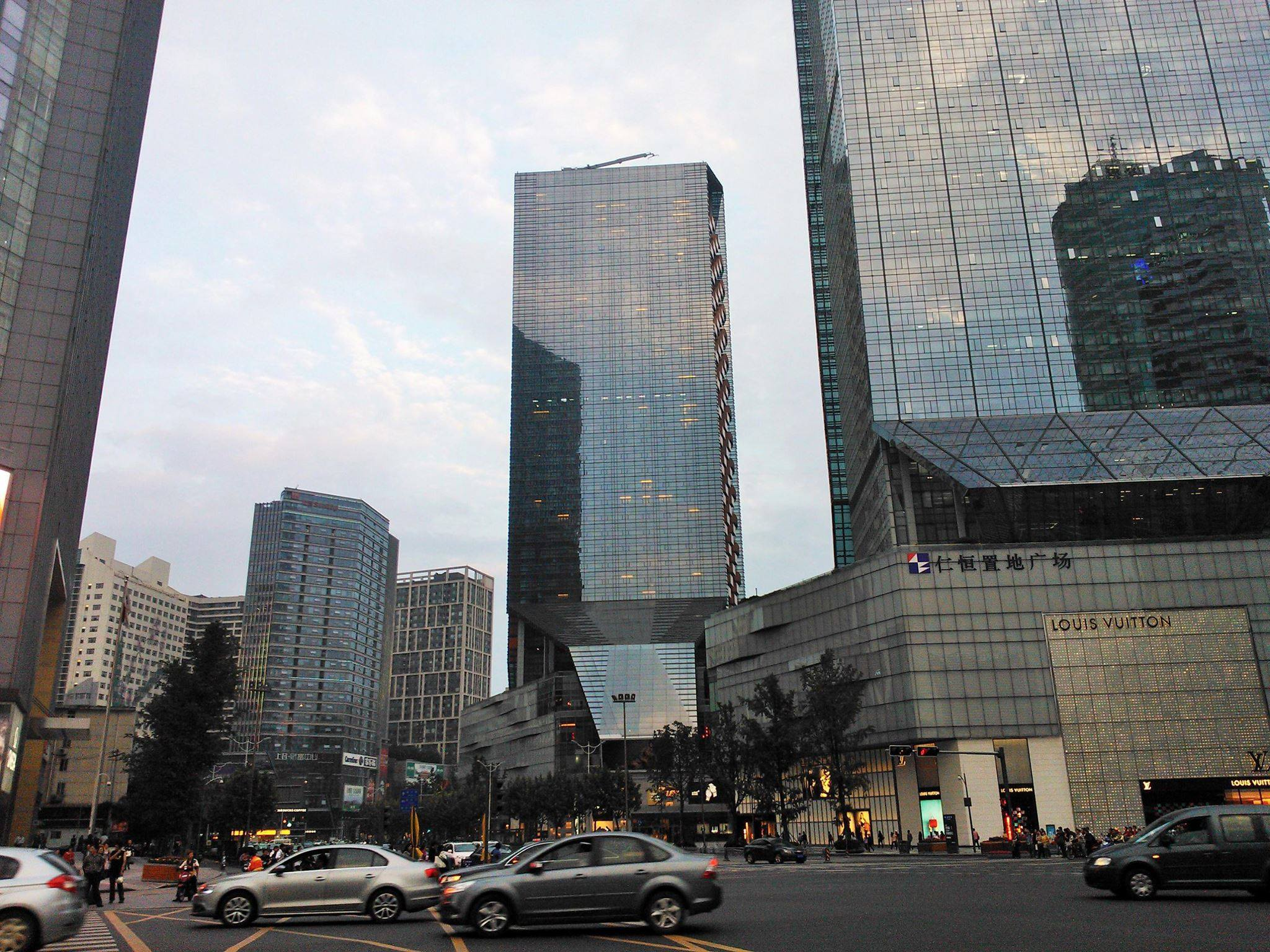
Hongzhaobi, South Renmin Road, Chengdu
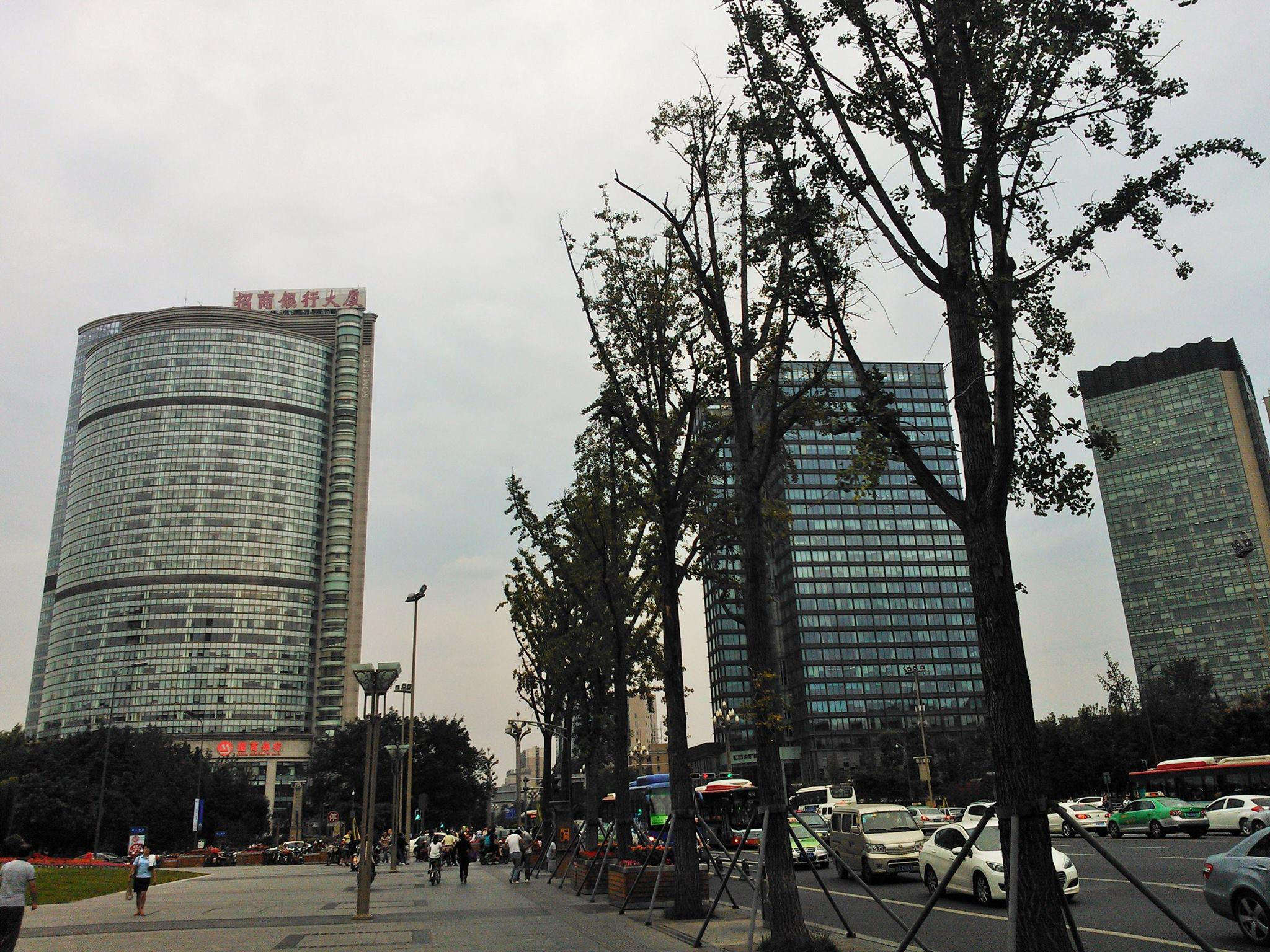
South Renmin Road, Chengdu
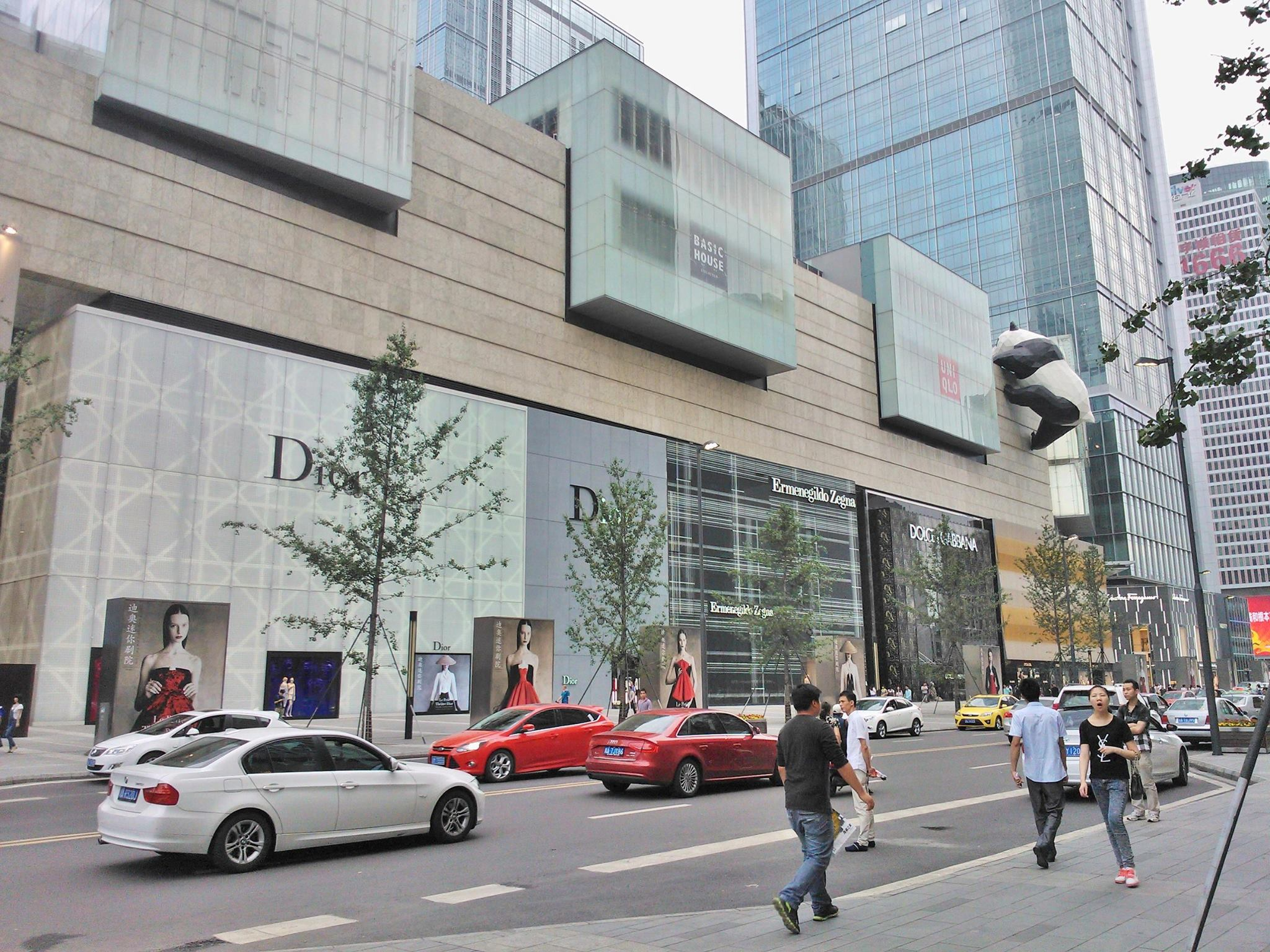
Hongxing Road, Chengdu
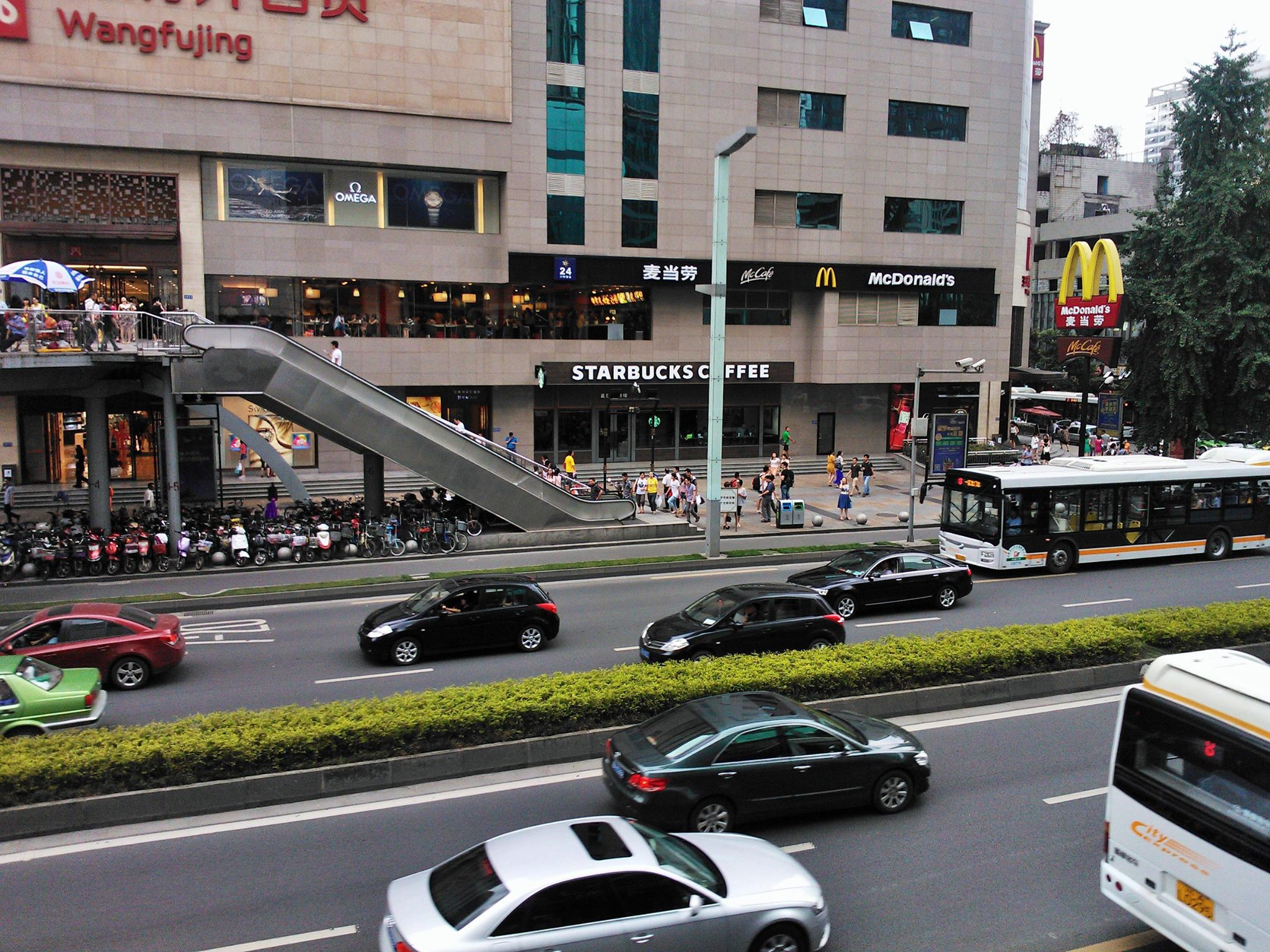
Zongfu Road, Shudu Ave., Chengdu
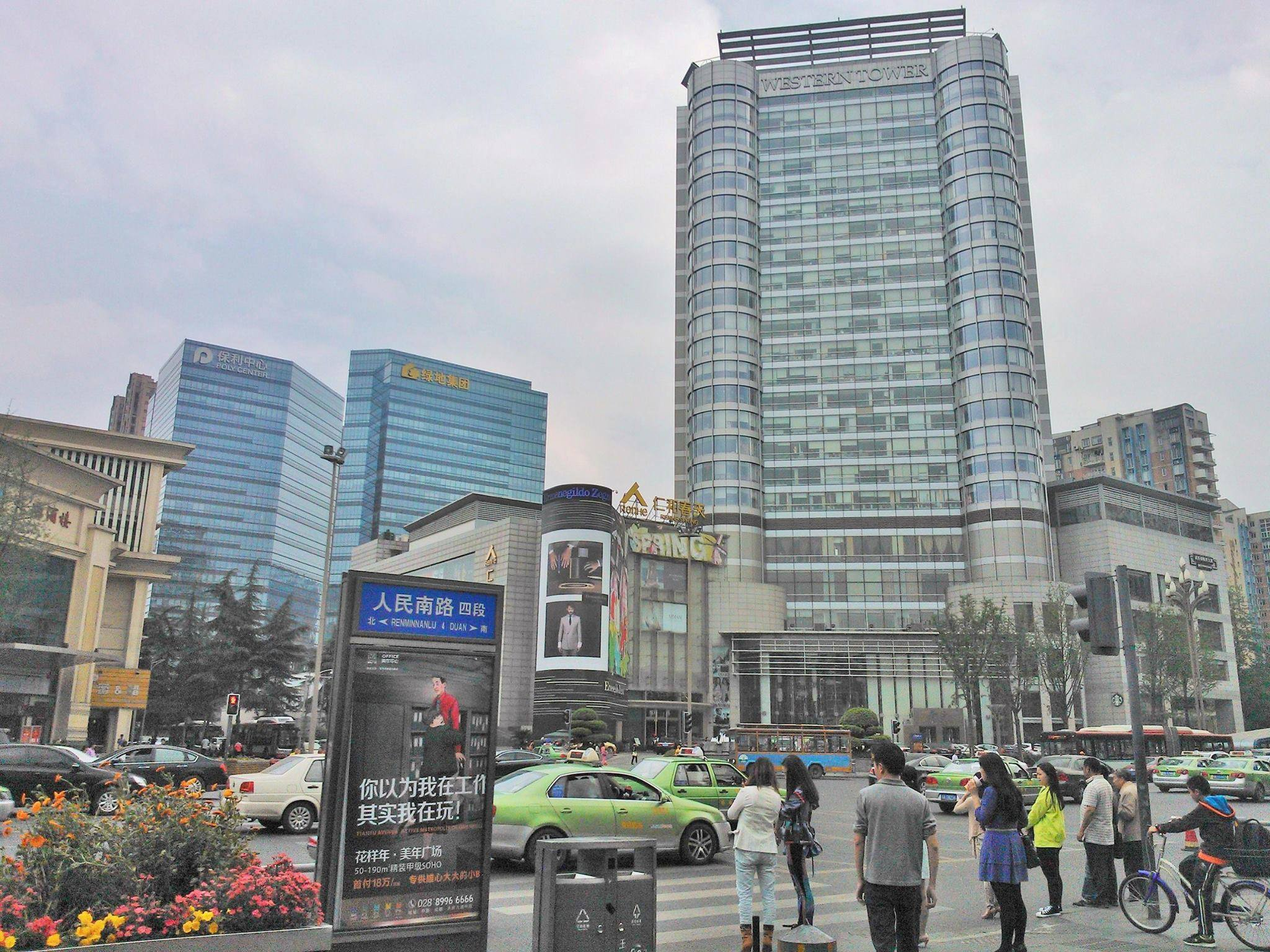
Nijia Qiao, South Renmin Road, Chengdu
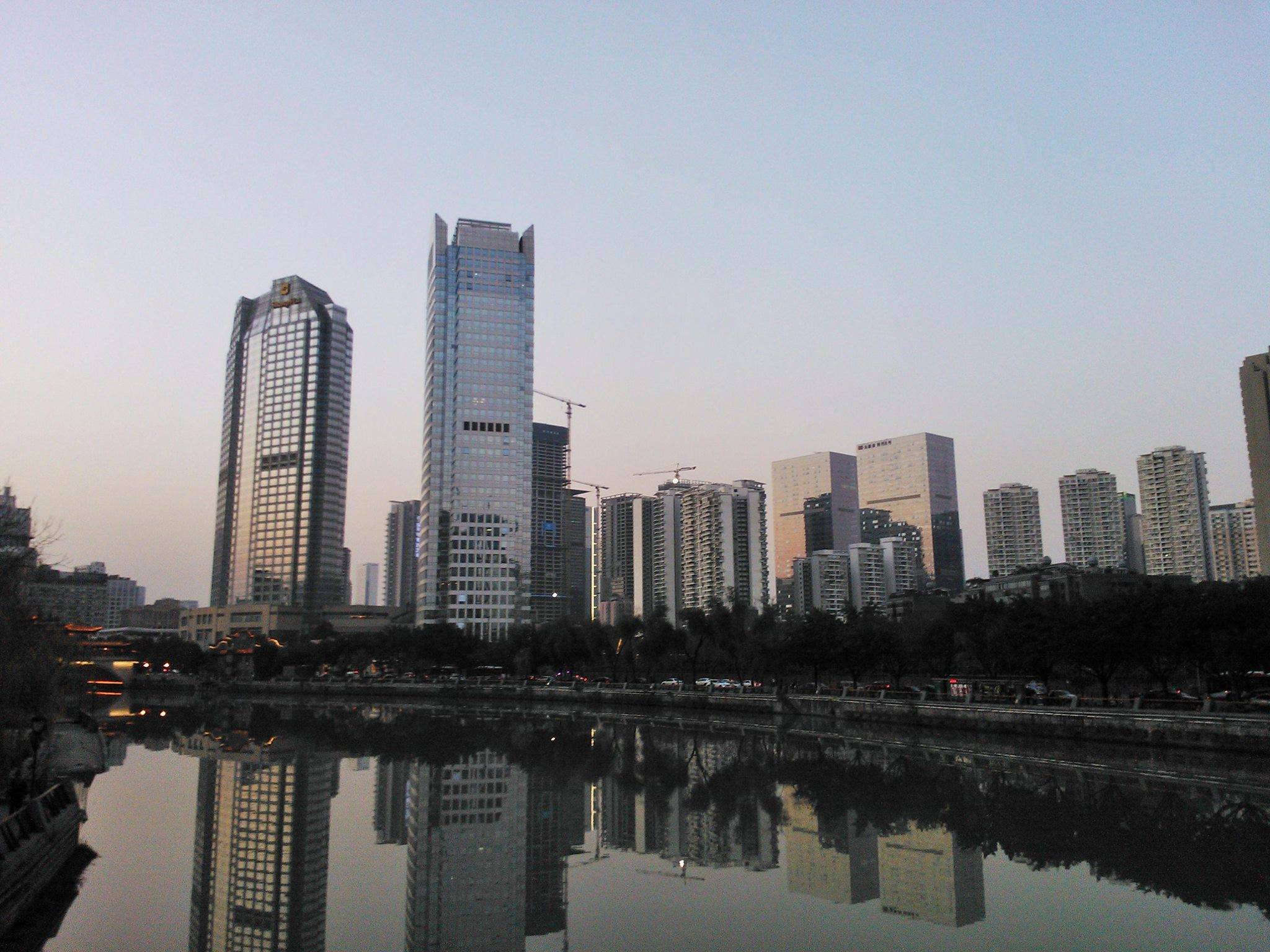
Jin River, Shangri-la Hotel Chengdu

## Transporte
Durante milenios, el paisaje escarpado y fluvial de Sichuan planteó enormes dificultades para el desarrollo de infraestructuras de transporte, y la falta de carreteras que salieran de la cuenca de Sichuan contribuyó al aislamiento de la región. Desde la década de 1950, se han construido numerosas carreteras y ferrocarriles que atraviesan el Qinling en el norte y el Bashan en el este. Decenas de puentes que cruzan el Yangtze y sus afluentes hacia el sur y el oeste han aportado una mayor conectividad con Yunnan y el Tíbet.

### Aeropuertos

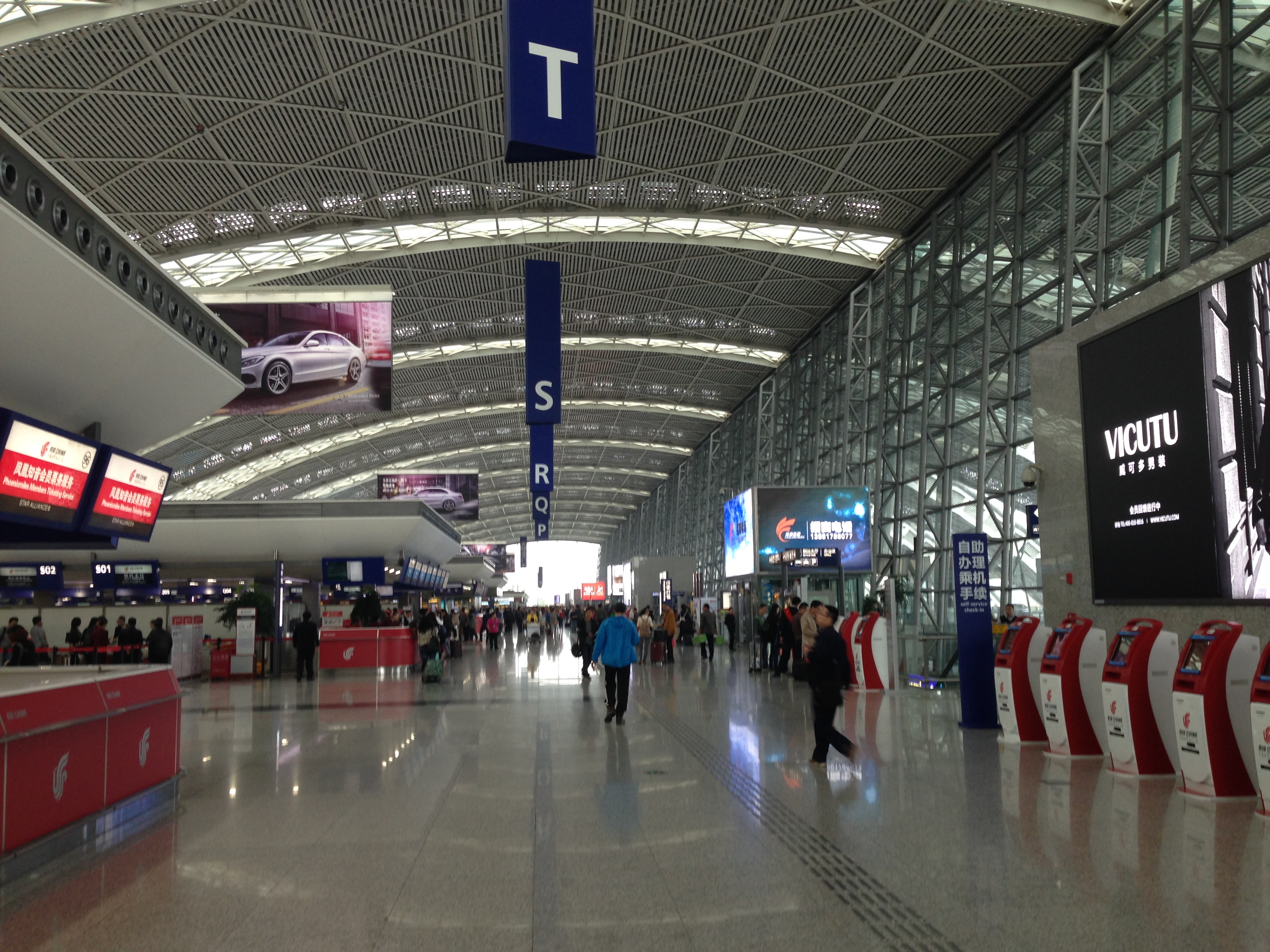
Zona de recepción del aeropuerto internacional de Chengdu-Shuangliu

El aeropuerto internacional de Chengdu-Shuangliu es el cuarto más concurrido de la China continental. Estuvo entre los 30 aeropuertos más concurridos del mundo en 2015, y el más concurrido del oeste y centro de China. También fue el quinto aeropuerto con más tráfico de mercancías de China en 2013. El aeropuerto de Chengdu es el centro de operaciones de Sichuan Airlines, Chengdu Airlines, Shenzhen Airlines, Tibet Airlines, China Southern Airlines, China Eastern Airlines, Lucky Air y Air China. Junto al aeropuerto de Shuangliu, el aeropuerto internacional de Chengdu-Tianfu está abierto desde 2021.
Los aeropuertos de Chengdu también son aeropuertos sin visado de tránsito de 144 horas para los extranjeros de 51 países, entre ellos Albania, Argentina, Australia, Austria, Bélgica, Bosnia y Herzegovina, Brasil, Brunéi, Bulgaria, Canadá, Chile, Croacia, Chipre, República Checa, Dinamarca, Estonia, Finlandia, Francia, Alemania, Grecia, Hungría, Islandia, Irlanda, Italia, Japón, Letonia, Lituania, Luxemburgo, Macedonia, Malta, México, República de Montenegro, Países Bajos, Nueva Zelanda, Polonia, Portugal, Catar, Rumanía, Rusia, Serbia, Singapur, Eslovaquia, Eslovenia, España, Suecia, Suiza, Ucrania, Emiratos Árabes Unidos y Estados Unidos.

### Ferrocarril

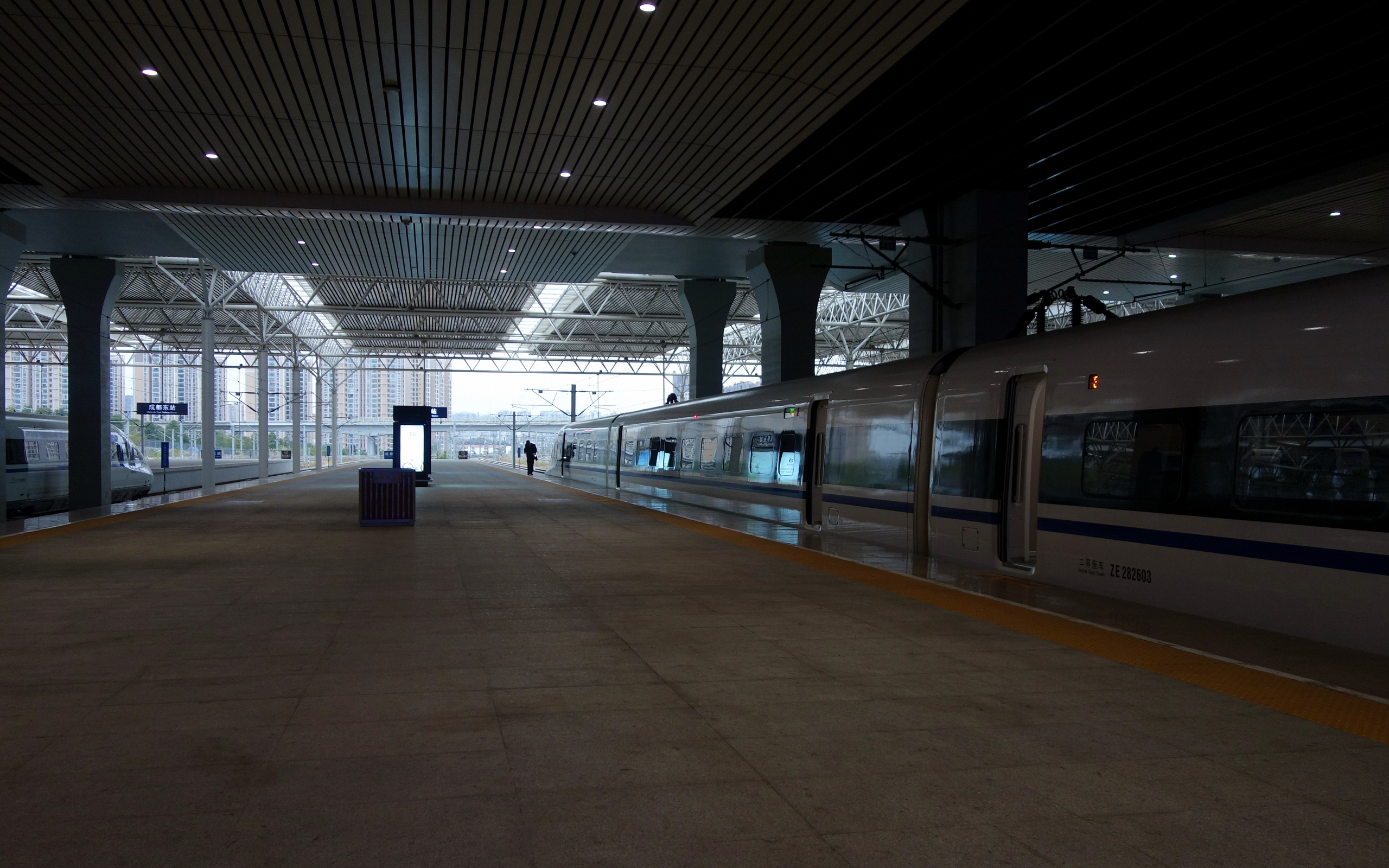
Estación de tren en Chengdu

China Railway Chengdu Group tiene su sede en Chengdu, capital de la provincia de Sichuan, y gestiona los sistemas ferroviarios de Sichuan, Chongqing y Guizhou. Entre los principales ferrocarriles de Sichuan están los de Baoji-Chengdu, Chengdu-Chongqing, Chengdu-Kunming, Neijiang-Kunming, Suining-Chongqing y Chengdu-Dazhou. Los ferrocarriles de alta velocidad de Sichuan son el Chengdu-Chongqing de alta velocidad, el Chengdu-Xi'an de alta velocidad, el Chengdu-Guiyang de alta velocidad y el Chengdu-Kunming de alta velocidad. Un tren urbano de alta velocidad conecta Chengdu y Dujiangyan.

## Cultura

### Brocado

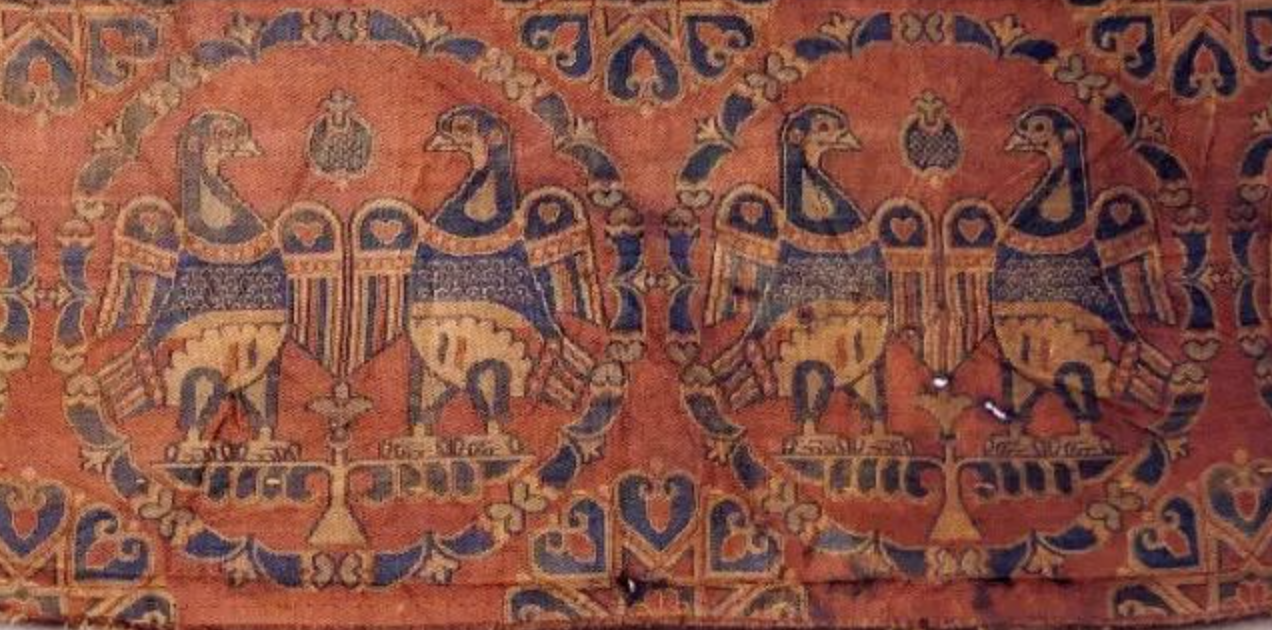
Un brocado sichuanés con patrón de doble pájaro en rondas, colección del Museo de Chengdu; –.

El bordado sichuanés tiene su origen durante el período del antiguo reino de Shu (?–c. 316 a. C.), se caracteriza por un estilo refinado y dinámico. El brocado de Sichuan se hizo muy popular en Xiyu, Turquestán Oriental, Asia Central y Asia Occidental entre los siglos VII y X.

### Gastronomía

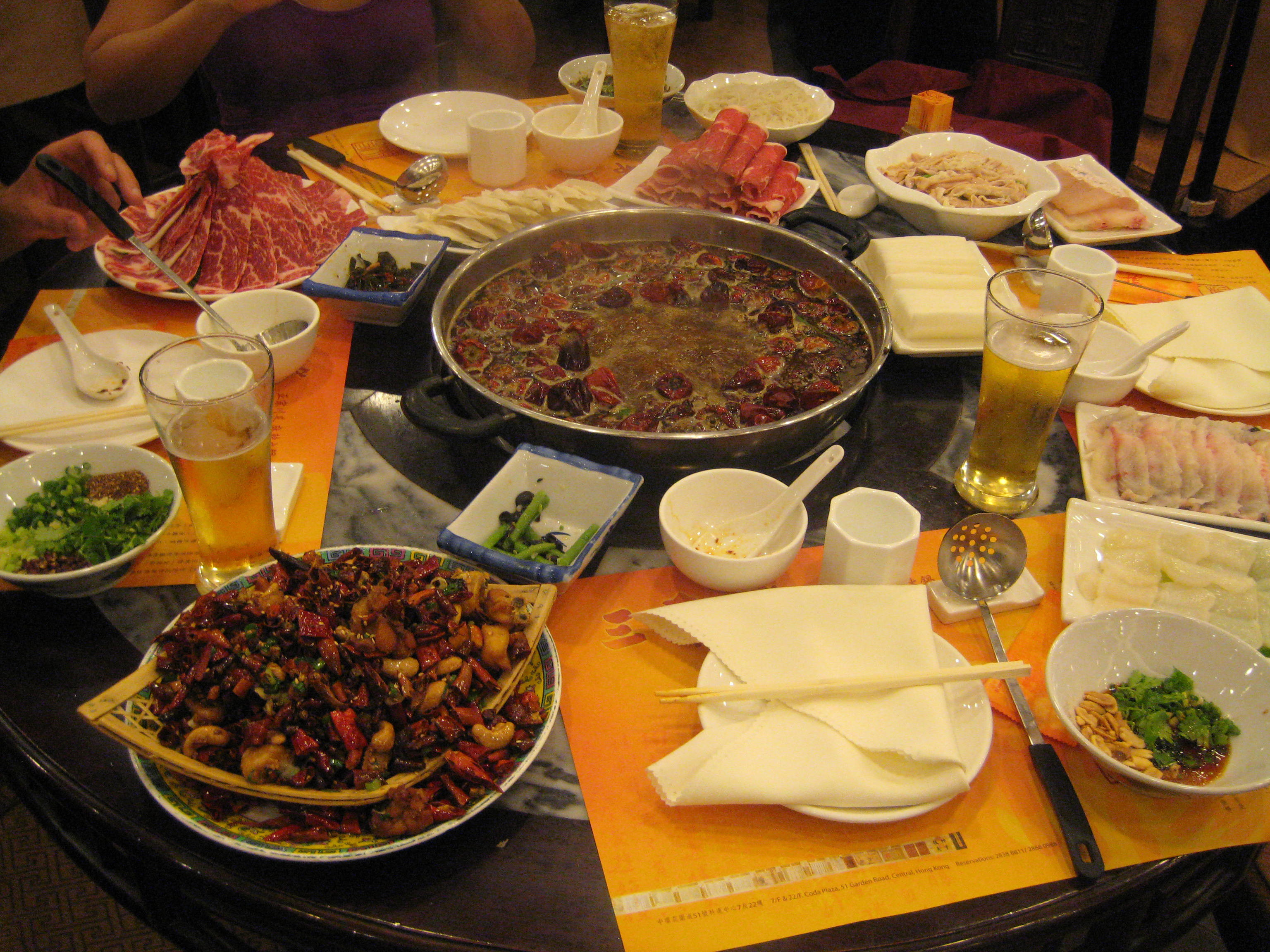
Bandeja de platos típicos de Sichuan

Sichuan es bien conocida por su cocina picante y el uso de la pimienta de Sichuan debido a su clima más húmedo. Los sichuaneses están orgullosos de su cocina, conocida como una de las cuatro grandes tradiciones de la cocina china. La cocina aquí es de "un plato, una forma, cientos de platos, cientos de sabores", como dice el refrán, para describir su aclamada diversidad. Los rasgos más destacados de la cocina de Sichuan se describen con cuatro palabras: picante, caliente, fresco y fragante. La cocina de Sichuan es popular en toda la nación de China, al igual que los chefs de Sichuan. Dos reconocidos chefs de Sichuan son Chen Kenmin y su hijo Chen Kenichi, que era Iron Chef chino en la serie de televisión japonesa Iron Chef.

### Religión

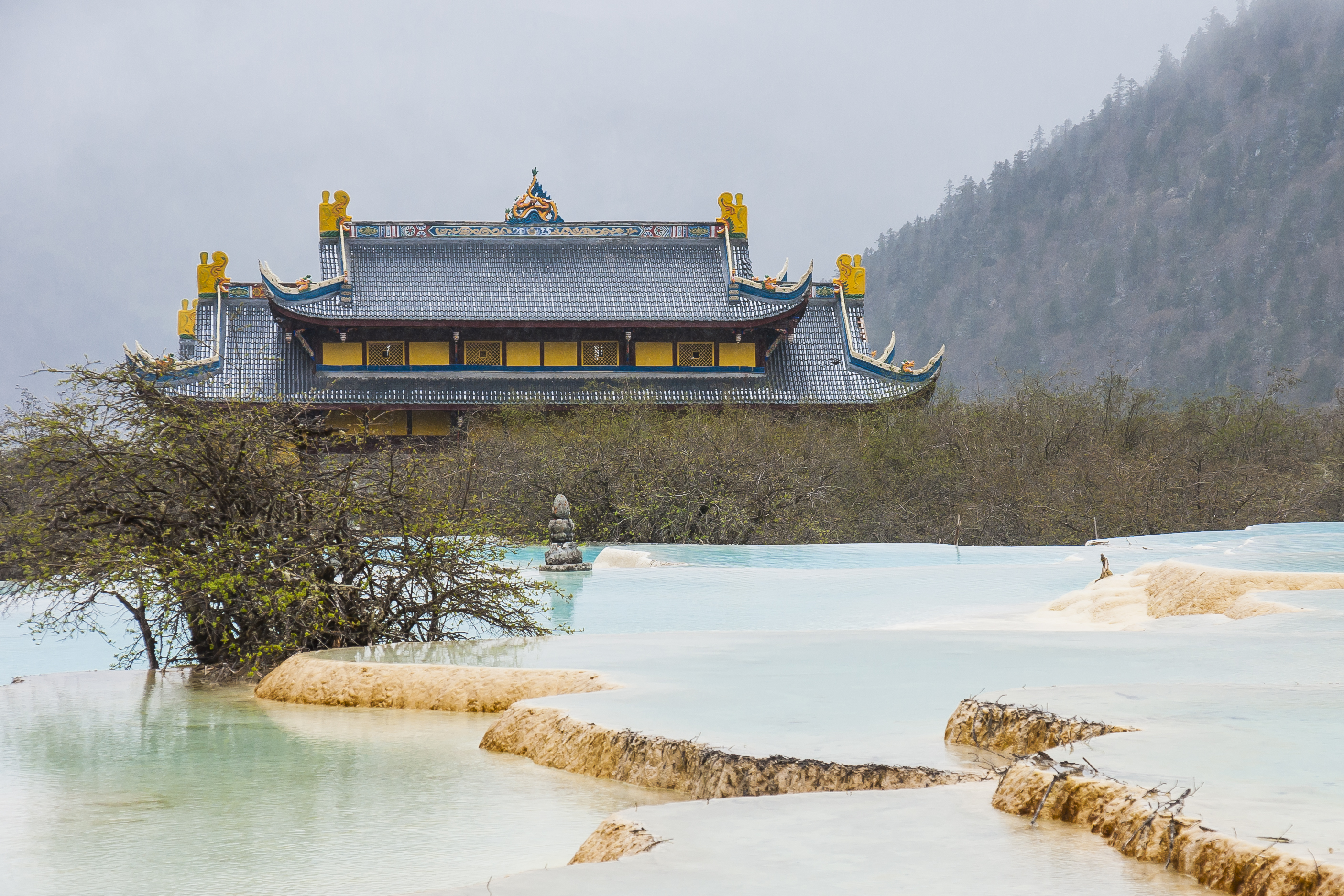
Templo taoísta de Huanglong
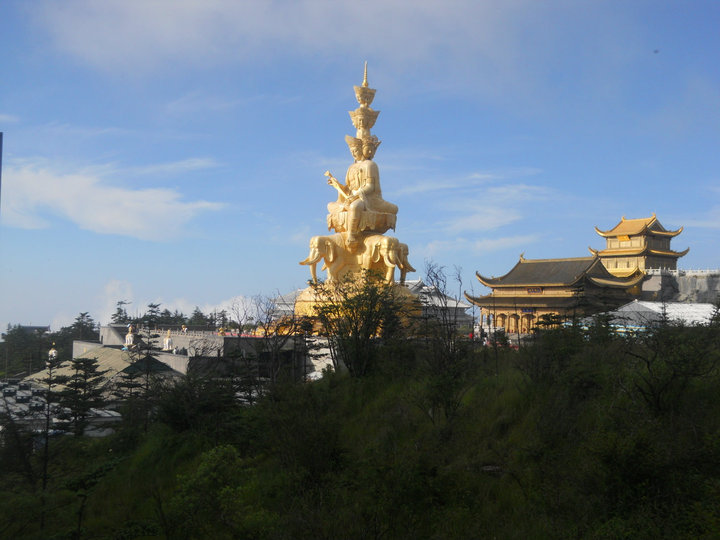
Templo dorado del monte Omei (budista chino)
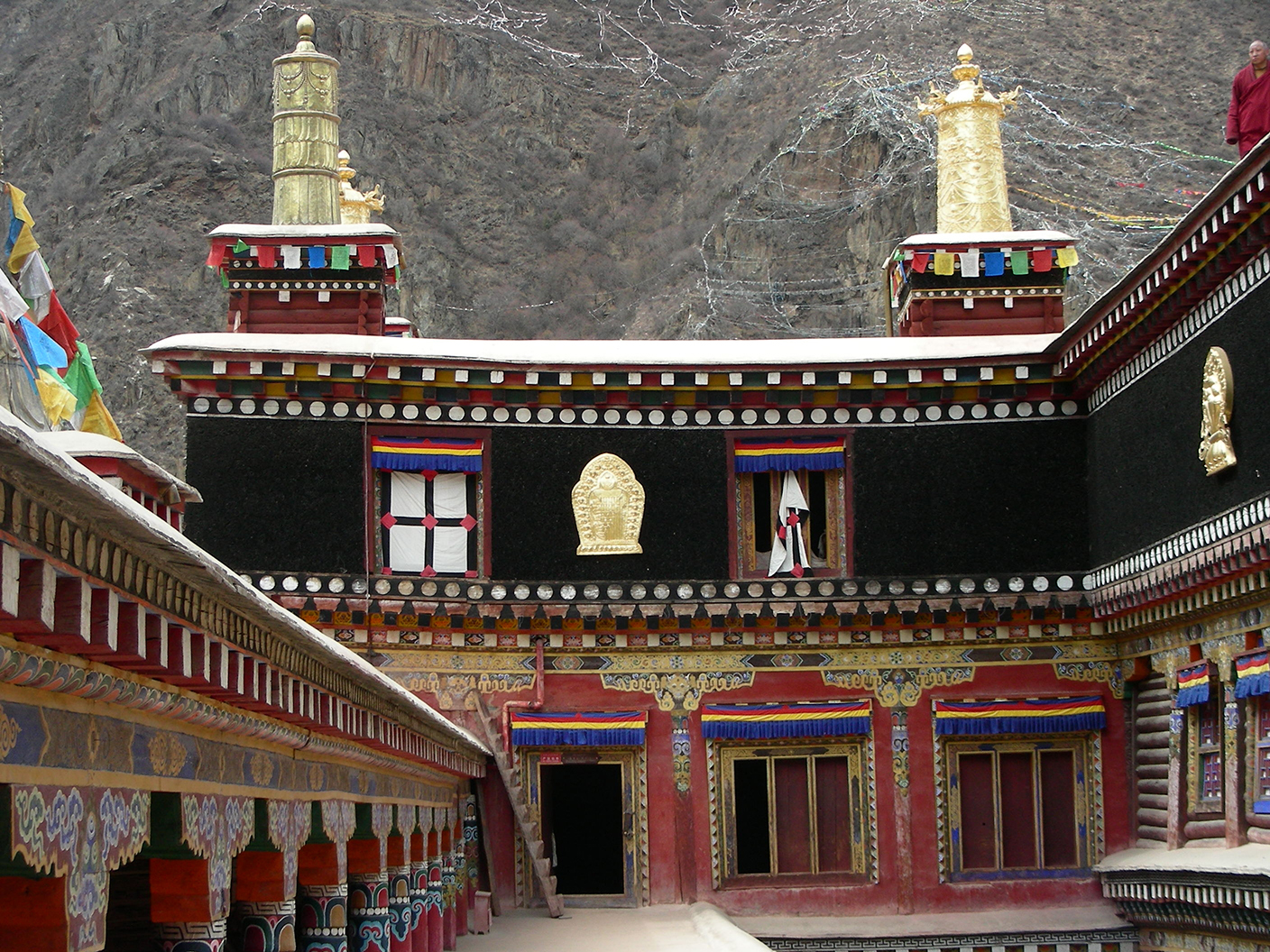
Monasterio de Gonchen de Derge (budista tibetano)
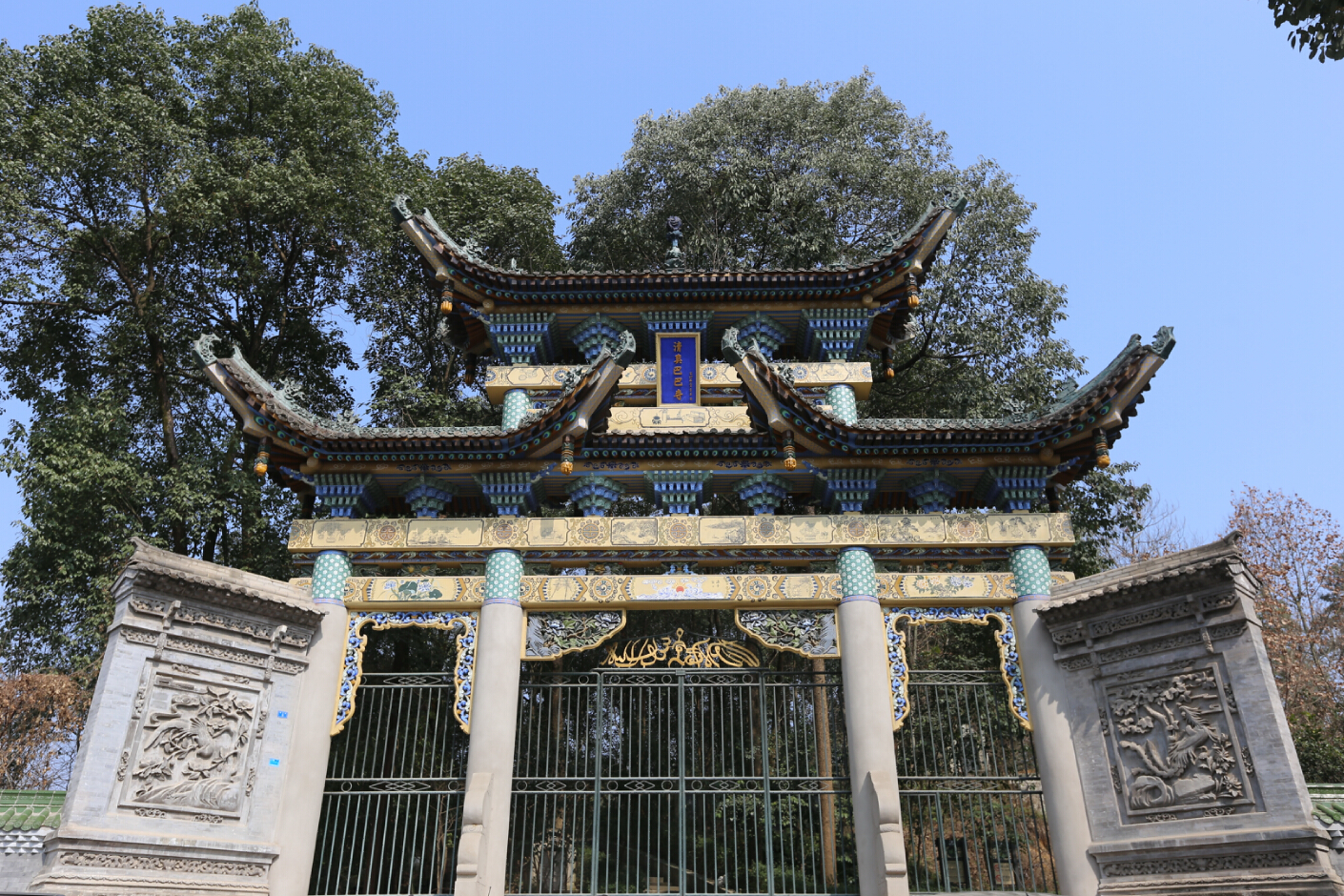
Mezquita Baba de Langzhong (sufí)
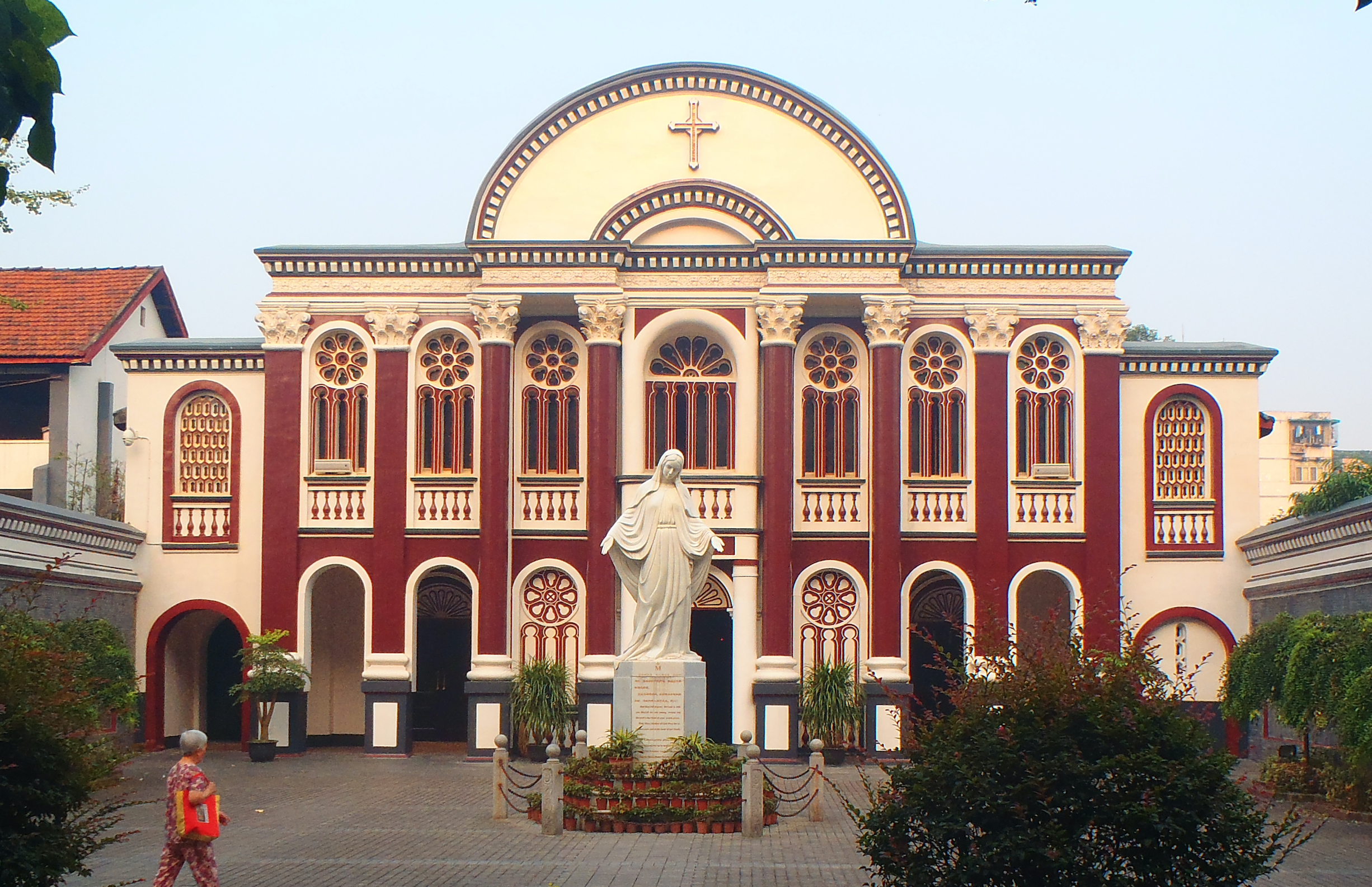
Catedral de la Inmaculada Concepción de Chengdu (católica)
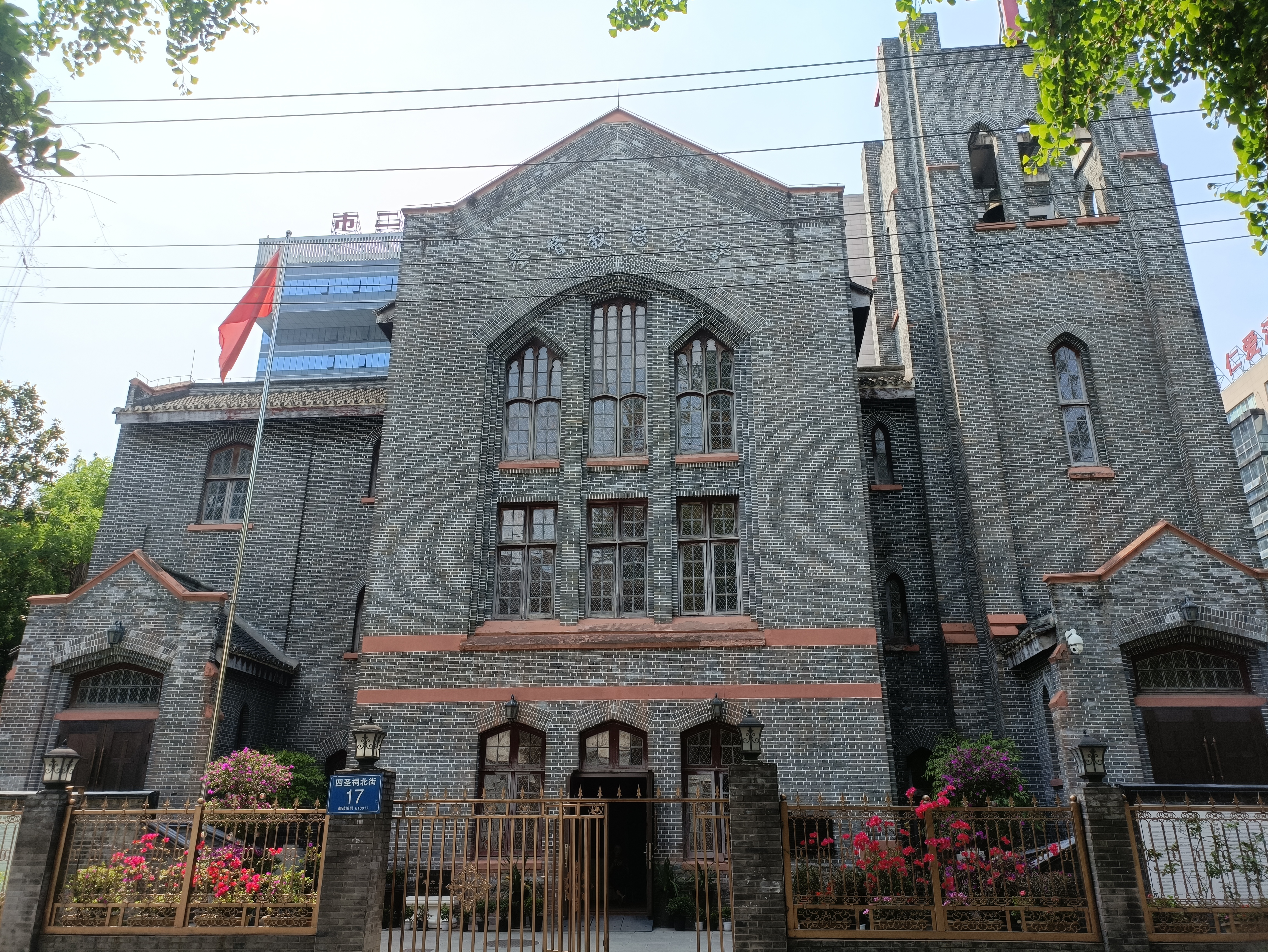
Iglesia de Sï-Shen-Tsï (metodista)
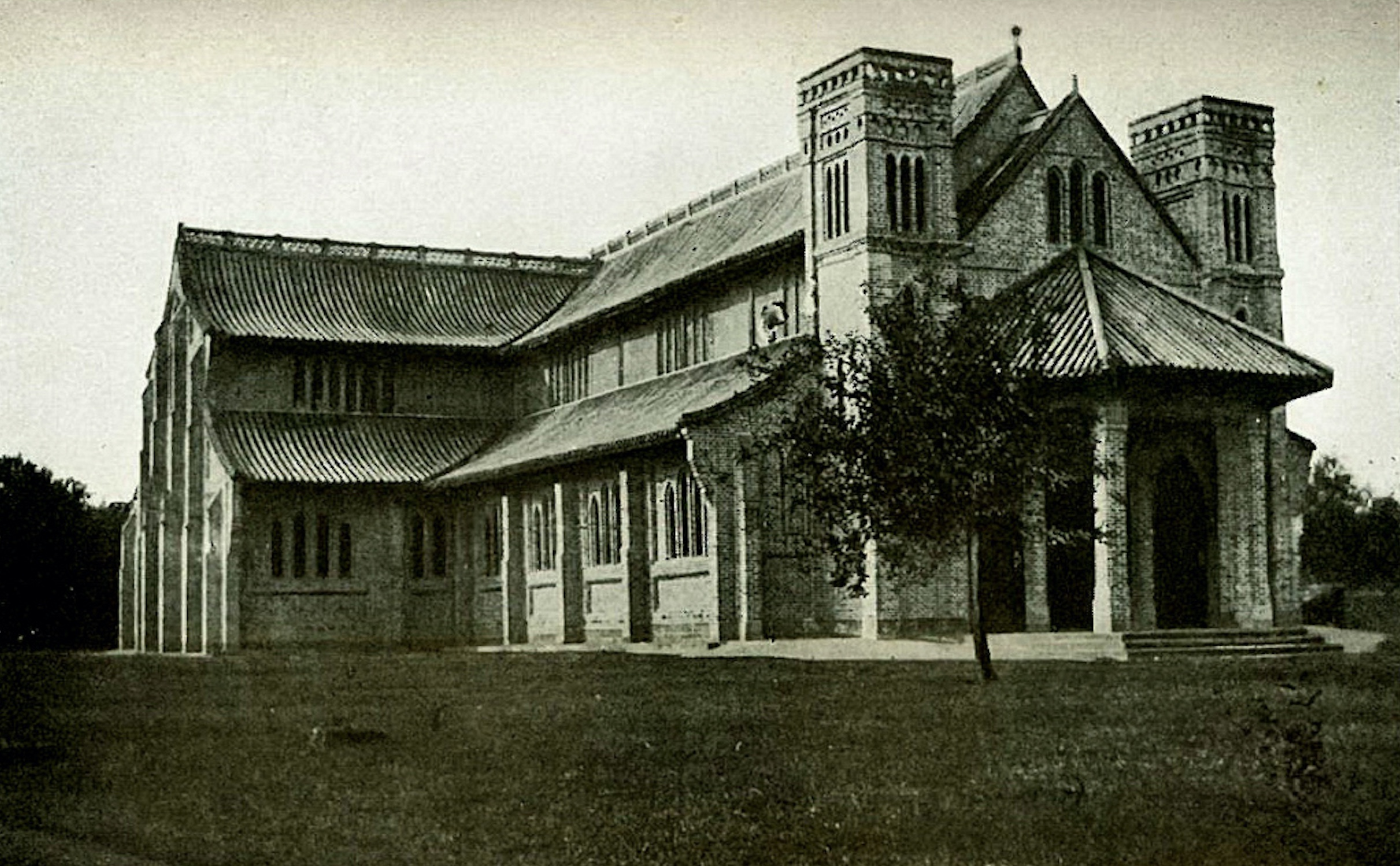
Catedral de San Juan de Langzhong (anglicana)
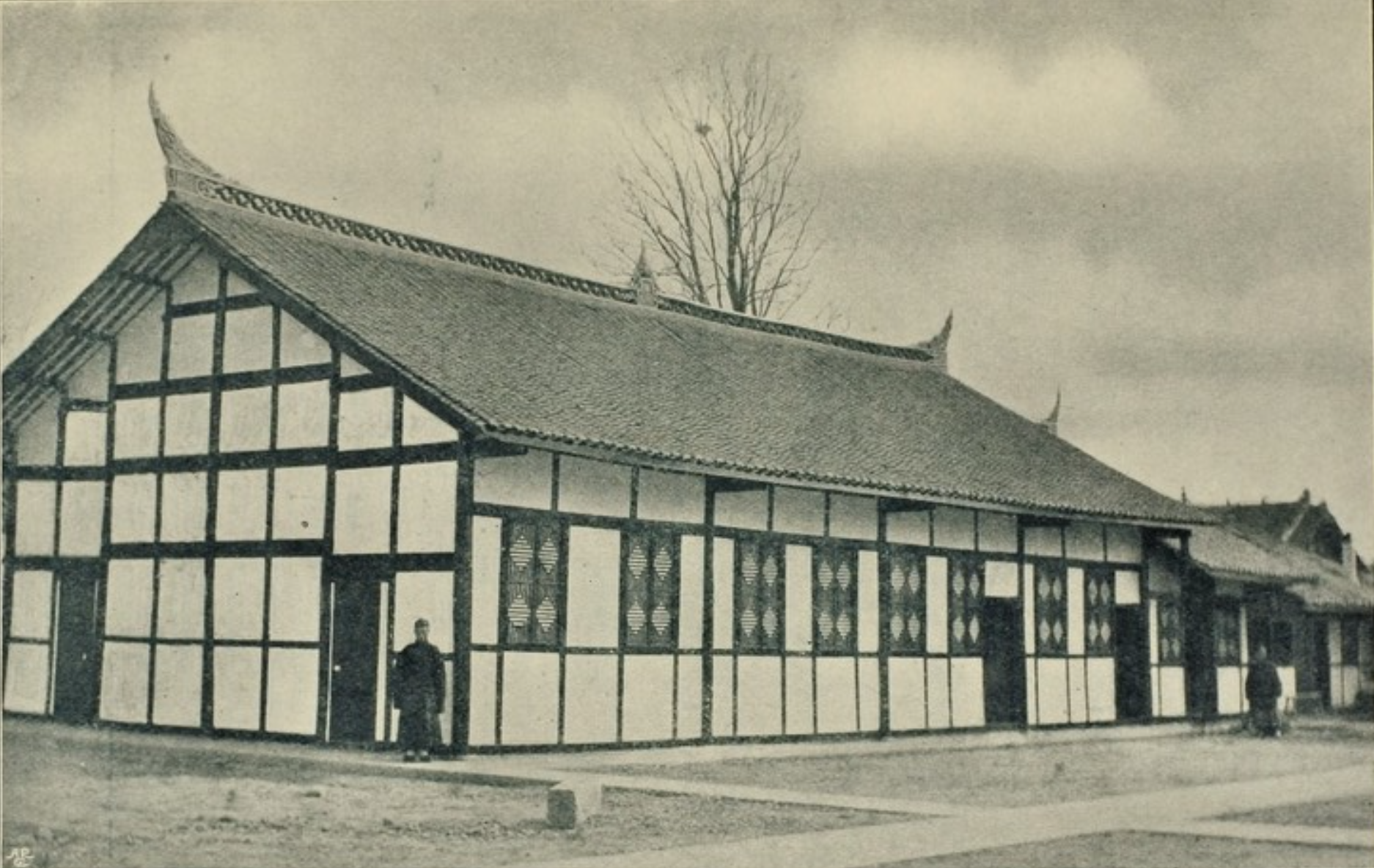
Templo cuáquero de Santai

## Educación

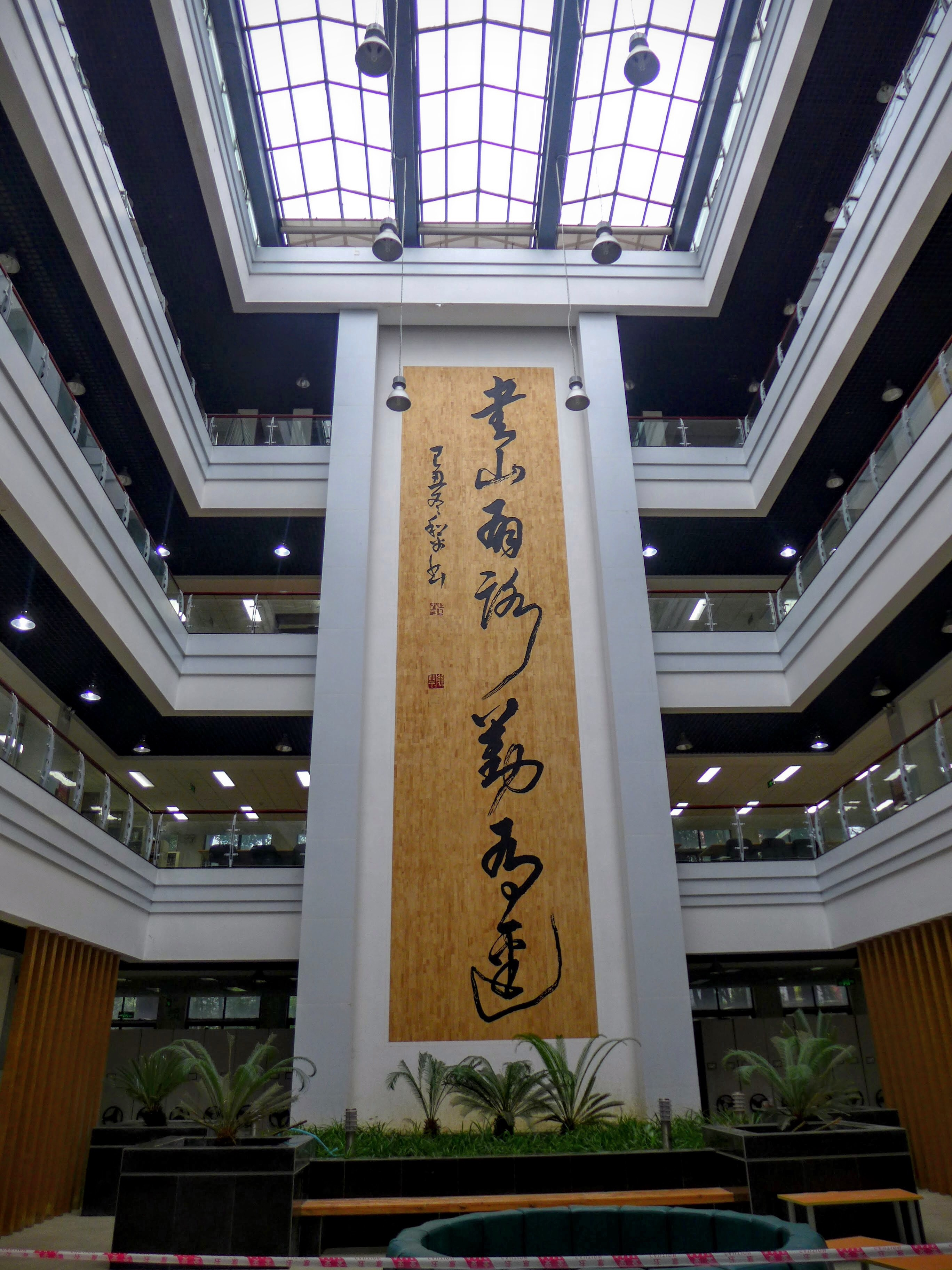
Atrio central de la biblioteca de ingeniería en el campus de la Sichuan University